# Torneo Argentino A 2010-11
El Torneo Argentino A 2010-11 fue la decimosexta edición de este torneo, que corresponde a la tercera división del fútbol argentino.
Provenientes del Torneo Argentino B, ascendieron esta temporada el Douglas Haig, de Pergamino, y el Central Norte, de Salta. Los fogoneros se adjudicaron la Zona 1 de la ronda final del Argentino B, con un total de siete puntos, superando a La Emilia y a Atenas por ventaja deportiva (los tres equipos estaban equiparados en puntos); por su parte, el cuervo salteño obtuvo la Zona 2 con nueve puntos, siendo escoltado por Unión (VK) y General Paz Juniors. Por terminar últimos en la tabla general, Ben Hur de Rafaela y Juventud (P) de Pergamino descendieron y deberán participar del Argentino B en esta temporada. Por su parte, Villa Mitre de Bahía Blanca mantuvo la categoría por ventaja deportiva (por ser de una categoría superior), tras empatar 0:0 en los partidos de ida y vuelta ante La Emilia; en la otra llave de promoción, Alumni de Villa María también conservó su lugar en el Argentino A tras vencer por un global de 3:0 a Unión de Villa Krause (0:0 en la ida y 3:0 en la vuelta).
Tras consagrarse campeón de la Segunda fase, Guillermo Brown de Puerto Madryn logró el ascenso directo a la Primera B Nacional.

## Ascensos y descensos
- Equipos salientes

| Posición | Descendidos del Argentino A 2009/10 |
| -------- | ----------------------------------- |
| 24º      | Juventud                            |
| 25º      | Ben Hur                             |

| Posición | Ascendidos del Argentino A 2009/10 |
| -------- | ---------------------------------- |
| Campeón  | Patronato de la Juventud Católica  |

- Equipos entrantes

| Posición | Ascendidos del Argentino B 2009/10 |
| -------- | ---------------------------------- |
| 1° A     | Douglas Haig                       |
| 1° B     | Central Norte                      |

| Descendidos de la Primera B Nacional 2009/10 |
| -------------------------------------------- |
| No hubo                                      |

El numero de participantes disminuyó a 24.

## Formato
Los veinticuatro equipos se dividieron en tres zonas de ocho equipos cada una. En la primera fase, los equipos de cada zona se enfrentaron a cuatro rondas, en dobles partidos de ida y vuelta, mediante el sistema de todos contra todos; los tres primeros de cada zona se clasificaron para la segunda fase, mientras que el resto de los conjuntos disputaron la fase reválida. En la segunda fase, los nueve clasificados se enfrentarán entre sí a una sola rueda y, el que obtenga más puntos, logrará el ascenso directo para la temporada 2011/12 de la Primera B Nacional; los ocho equipos restantes se enfrentarán entre sí por eliminación directa en la tercera fase, a doble partido. En la fase reválida, los quince equipos se dividirán en tres zonas de cinco, enfrentándose en sistema de todos contra todos a dos rondas; se clasificarán a la cuarta fase los cuatro ganadores de la segunda fase, los primeros de cada zona de la fase reválida y el equipo que más sumatoria de puntos haya obtenido en la primera fase y en la reválida. En dicha ronda se enfrentarán los equipos provenientes de la tercera fase con los de la reválida, a doble partido, clasificándose a la quinta fase los ganadores de dichas llaves; en la quinta ronda se enfrentarán nuevamente a doble partido, avanzando los ganadores a la sexta fase. En la sexta y última fase, los ganadores de la ronda anterior se enfrentarán entre sí a doble partido; quien triunfe entre ambos podrá disputar la promoción ante un equipo de la Primera B Nacional. Con los once clubes provenientes de la fase reválida se confeccionará la tabla de descensos y promociones (obtenida por la sumatoria de puntos logrados en la primera fase y en la reválida); los clubes que se encuentren en la décima y decimoprimera posición descenderán directamente al Torneo Argentino B en la temporada 2011/12, mientras que los que se ubiquen en la octava y en la novena disputarán sendos partidos de promoción con dos equipos de dicha categoría.

## Equipos participantes
El 29 de junio de 2011, los dirigentes de todos los clubes se reunieron con la cúpula del Consejo Federal de Fútbol, dependiente de la Asociación del Fútbol Argentino, con el objetivo de tratar varios temas, principalmente el económico. En dicha reunión, los dirigentes elevaron un petitorio en el que solicitaban que se aumentasen los ingresos de los clubes del Torneo Argentino A ($ 24 000) de forma tal que fueran iguales a los de los cuadros que disputan la Primera B Metropolitana ($ 120 000), ambos torneos pertenecientes al tercer nivel del fútbol argentino; además, pidieron que se reviera la profesionalización de los planteles, ya que la AFA exigía un mínimo de veinte jugadores con contrato profesional por equipo. La diferencia económica entre ambas divisiones se debe a que Torneos y Competencias (TyC) paga 16 millones de pesos por los derechos de televisación de la Primera B Metropolitana, mientras que Estadios S. A. abona sólo 1 millón por televisar los partidos del Argentino A.
Casi un mes después, el 21 de julio, los dirigentes se reunieron nuevamente con el Consejo Federal, que se negó a incrementar el presupuesto que se la otorga a los clubes, alegando que los 6,5 millones de pesos que recibe la categoría son inmóviles, ya que fueron establecidos por un presupuesto y no pueden modificarse estatutariamente; por otra parte, el Consejo Federal admitió estar estudiando la posibilidad de que fueran sólo ocho los jugadores con contrato profesional en el equipo. Ante la negativa del consejo, los representantes de los veinticuatro equipos dijeron sentirse defraudados, por lo que decidieron elevar una carta a la Presidenta de la Nación, Cristina Fernández de Kirchner, solicitándole que se destinase una parte del presupuesto del plan Fútbol para todos o un subsidio especial para aumentar los ingresos de los clubes; también le enviaron una carta al presidente de la AFA, Julio Grondona.

### Distribución geográfica de los equipos
| Provincia           | Cant. | Equipos |
| ------------------- | ----- | --- |
| Buenos Aires        | 6     | Club Atlético Unión, Club Villa Mitre, Club Rivadavia, Club Deportivo Santamarina, Club Atlético Huracán y Club Atlético Douglas Haig |
| Córdoba             | 5     | Sportivo Belgrano, Club Atlético Talleres, Club Atlético Racing, Club Atlético Alumni y Asociación Atlética Estudiantes               |
| Santa Fe            | 3     | Club Atlético Unión, Club Atlético 9 de Julio y Club Deportivo Libertad                                                               |
| Salta               | 2     | Club Atlético Central Norte y Centro Juventud Antoniana                                                                               |
| Chubut              | 1     | Club Social y Atlético Guillermo Brown                                                                                                |
| Entre Ríos          | 1     | Club Gimnasia y Esgrima |
| Mendoza             | 1     | Club Deportivo Maipú |
| Misiones            | 1     | Club Mutual Crucero del Norte |
| Río Negro           | 1     | Club Cipolletti |
| San Juan            | 1     | Club Sportivo Desamparados |
| San Luis            | 1     | Club Atlético Juventud Unida Universitario                                                                                            |
| Santiago del Estero | 1     | Club Atlético Central Córdoba |

- Notas:
  - Negritas: equipos que clasificaron a la Segunda fase.
  - Cursiva: equipo campeón, que logró el ascenso a la Primera B Nacional.

### Zona 1
| Equipo                                 | Ciudad        | Provincia    | Estadio (capacidad)                | Liga de Origen             |
| -------------------------------------- | ------------- | ------------ | ---------------------------------- | -------------------------- |
| Club Atlético Unión                    | Mar del Plata | Buenos Aires | José María Minella 35.354)         | Liga Marplatense           |
| Club Villa Mitre                       | Bahía Blanca  | Buenos Aires | El Fortín 6.000                    | Liga del Sur               |
| Club Rivadavia                         | Lincoln       | Buenos Aires | El Coliseo 10.000                  | Liga Deportiva del Oeste   |
| Club Deportivo Santamarina             | Tandil        | Buenos Aires | Municipal General San Martín 8.762 | Liga Tandilense            |
| Club Atlético Huracán                  | Tres Arroyos  | Buenos Aires | Roberto Lorenzo Bottino 10.000     | Liga Tresarroyense         |
| Club Atlético Douglas Haig             | Pergamino     | Buenos Aires | Miguel Morales 16.000              | Liga de Pergamino          |
| Club Cipolletti                        | Cipolletti    | Río Negro    | La Visera de Cemento 7.000         | Liga Deportiva Confluencia |
| Club Social y Atlético Guillermo Brown | Puerto Madryn | Chubut       | Raúl Conti 15.000                  | Liga del Valle del Chubut  |

### Zona 2
| Equipo                                     | Ciudad        | Provincia | Estadio (capacidad)               | Liga de Origen        |
| ------------------------------------------ | ------------- | --------- | --------------------------------- | --------------------- |
| Club Atlético Juventud Unida Universitario | San Luis      | San Luis  | Mario Sebastián Diez 10.000       | Liga Sanluiseña       |
| Sportivo Belgrano                          | San Francisco | Córdoba   | Óscar C. Boero 9.200              | Liga de San Francisco |
| Club Deportivo Maipú                       | Maipú         | Mendoza   | Omar Higinio Sperdutti 8.000      | Liga Mendocina        |
| Club Sportivo Desamparados                 | San Juan      | San Juan  | El Serpentario 12.000             | Liga Sanjuanina       |
| Club Atlético Talleres                     | Córdoba       | Córdoba   | La Boutique 15.000                | Liga Cordobesa        |
| Club Atlético Racing                       | Córdoba       | Córdoba   | Miguel Sancho 21.000              | Liga Cordobesa        |
| Club Atlético Alumni                       | Villa María   | Córdoba   | Plaza Manuel Anselmo Ocampo 7.000 | Liga Villamariense    |
| Asociación Atlética Estudiantes            | Río Cuarto    | Córdoba   | Ciudad de Río Cuarto 10.000       | Liga Riocuartense     |

### Zona 3
| Equipo                        | Ciudad                 | Provincia           | Estadio (capacidad)                | Liga de Origen                 |
| ----------------------------- | ---------------------- | ------------------- | ---------------------------------- | ------------------------------ |
| Club Atlético Unión           | Sunchales              | Santa Fe            | De la Avenida 5.000                | Liga Rafaelina                 |
| Club Gimnasia y Esgrima       | Concepción del Uruguay | Entre Ríos          | Manuel y Ramón Núñez 9.000         | Liga de Concepción del Uruguay |
| Club Atlético Central Córdoba | Santiago del Estero    | Santiago del Estero | Alfredo Terrera 16.000             | Liga Santiagueña               |
| Club Mutual Crucero del Norte | Garupá                 | Misiones            | Comandante Andrés Guacurarí 12.000 | Liga Posadeña                  |
| Club Atlético Central Norte   | Salta                  | Salta               | Dr.Luis Guemes 10.000              | Liga Salteña                   |
| Centro Juventud Antoniana     | Salta                  | Salta               | Fray Honorato Pistoia 8.000        | Liga Salteña                   |
| Club Atlético 9 de Julio      | Rafaela                | Santa Fe            | Germán Solterman 8.000             | Liga Rafaelina                 |
| Club Deportivo Libertad       | Sunchales              | Santa Fe            | Hogar de los Tigres 4.000          | Liga Rafaelina                 |

## Primera fase

### Zona 1
| Equipo | Equipo          | Pts | PJ | PG | PE | PP | GF | GC | DIF |
| ------ | --------------- | --- | -- | -- | -- | -- | -- | -- | --- |
| 1      | Guillermo Brown | 57  | 28 | 15 | 12 | 1  | 53 | 22 | +31 |
| 2      | Unión (MdP)     | 45  | 28 | 12 | 9  | 7  | 40 | 30 | +10 |
| 3      | Huracán (TA)    | 37  | 28 | 10 | 7  | 11 | 31 | 34 | -3  |
| 4      | Cipolletti      | 34  | 28 | 8  | 10 | 10 | 40 | 43 | -3  |
| 5      | Douglas Haig    | 33  | 28 | 7  | 12 | 9  | 30 | 30 | 0   |
| 6      | Rivadavia (L)   | 33  | 28 | 9  | 6  | 13 | 23 | 33 | -10 |
| 7      | Santamarina     | 31  | 28 | 7  | 10 | 11 | 23 | 36 | -13 |
| 8      | Villa Mitre     | 27  | 28 | 5  | 12 | 11 | 28 | 40 | -12 |

|  | Equipos clasificados a la segunda fase. |

### Zona 2
| Equipo | Equipo              | Pts | PJ | PG | PE | PP | GF | GC | DIF |
| ------ | ------------------- | --- | -- | -- | -- | -- | -- | -- | --- |
| 1      | Talleres (C)        | 48  | 28 | 15 | 3  | 10 | 49 | 35 | +14 |
| 2      | Sportivo Belgrano   | 48  | 28 | 15 | 3  | 10 | 42 | 33 | +9  |
| 3      | Desamparados        | 41  | 28 | 10 | 11 | 7  | 31 | 22 | +9  |
| 4      | Juventud Unida (SL) | 38  | 28 | 9  | 11 | 8  | 26 | 27 | -1  |
| 5      | Racing (C)          | 38  | 28 | 8  | 14 | 6  | 26 | 27 | -1  |
| 6      | Alumni              | 28  | 28 | 5  | 13 | 10 | 33 | 41 | -8  |
| 7      | Estudiantes (RC)    | 28  | 28 | 6  | 10 | 12 | 32 | 42 | -10 |
| 8      | Deportivo Maipú     | 28  | 28 | 5  | 13 | 10 | 23 | 35 | -12 |

|  | Equipos clasificados a la segunda fase. |

### Zona 3
| Equipo | Equipo                | Pts | PJ | PG | PE | PP | GF | GC | DIF |
| ------ | --------------------- | --- | -- | -- | -- | -- | -- | -- | --- |
| 1      | Central Norte         | 45  | 28 | 12 | 9  | 7  | 37 | 22 | +15 |
| 2      | Unión (S)             | 45  | 28 | 12 | 9  | 7  | 38 | 25 | +13 |
| 3      | Libertad (S)          | 41  | 28 | 10 | 11 | 7  | 30 | 27 | +3  |
| 4      | Juventud Antoniana    | 40  | 28 | 11 | 7  | 10 | 30 | 31 | -1  |
| 5      | Gimnasia (CdU)        | 40  | 28 | 11 | 7  | 10 | 30 | 33 | -3  |
| 6      | Crucero del Norte     | 36  | 28 | 10 | 6  | 12 | 25 | 30 | -5  |
| 7      | Central Córdoba (SdE) | 33  | 28 | 8  | 9  | 11 | 35 | 46 | -11 |
| 8      | 9 de Julio (R)        | 23  | 28 | 5  | 8  | 15 | 31 | 42 | -11 |

|  | Equipos clasificados a la segunda fase. |

### Resultados
| Fecha 1              | Fecha 1   | Fecha 1            | Fecha 1                 | Fecha 1      | Fecha 1 | Fecha 1 | Fecha 1 | Fecha 1 | Fecha 1 | Fecha 1 | Fecha 1 |
| Local                | Resultado | Visitante          | Estadio                 | Fecha        | Hora    |         |         |         |         |         |         |
| Zona 1               | Zona 1    | Zona 1             | Zona 1                  | Zona 1       | Zona 1  | Zona 1  | Zona 1  | Zona 1  | Zona 1  | Zona 1  | Zona 1  |
| -------------------- | --------- | ------------------ | ----------------------- | ------------ | ------- | ------- | ------- | ------- | ------- | ------- | ------- |
| Unión (MdP)          | 2 - 0     | Villa Mitre        | José María Minella      | 22 de agosto | 11:00   |         |         |         |         |         |         |
| Rivadavia (L)        | 1 - 1     | Santamarina        | El Coliseo              | 22 de agosto | 14:30   |         |         |         |         |         |         |
| Cipolletti           | 0 - 1     | Guillermo Brown    | La Visera de Cemento    | 22 de agosto | 16:00   |         |         |         |         |         |         |
| Huracán (TA)         | 0 - 0     | Douglas Haig       | Roberto Lorenzo Bottino | 22 de agosto | 16:00   |         |         |         |         |         |         |
| Zona 2               |           |                    |                         |              |         |         |         |         |         |         |         |
| Juventud Unida       | 1 - 0     | Sportivo Belgrano  | Mario Sebastián Diez    | 21 de agosto | 15:10   |         |         |         |         |         |         |
| Talleres (C)         | 1 - 1     | Racing (C)         | Mario Alberto Kempes    | 22 de agosto | 16:00   |         |         |         |         |         |         |
| Deportivo Maipú      | 0 - 0     | Desamparados       | Omar Higinio Sperdutti  | 22 de agosto | 16:00   |         |         |         |         |         |         |
| Alumni               | 0 - 1     | Estudiantes (RC)   | Plaza Manuel A. Ocampo  | 22 de agosto | 16:30   |         |         |         |         |         |         |
| Zona 3               |           |                    |                         |              |         |         |         |         |         |         |         |
| Unión (S)            | 2 - 0     | Gimnasia (CdU)     | De la Avenida           | 22 de agosto | 15:30   |         |         |         |         |         |         |
| Central Norte        | 1 - 2     | Juventud Antoniana | Gigante del Norte       | 22 de agosto | 16:00   |         |         |         |         |         |         |
| Central Córdoba (SE) | 1 - 2     | Crucero del Norte  | Alfredo Terrera         | 22 de agosto | 16:00   |         |         |         |         |         |         |
| 9 de Julio (R)       | 0 - 0     | Libertad (S)       | Germán Solterman        | 22 de agosto | 16:30   |         |         |         |         |         |         |

| Fecha 2                  | Fecha 2   | Fecha 2              | Fecha 2                   | Fecha 2      | Fecha 2 | Fecha 2 | Fecha 2 | Fecha 2 | Fecha 2 | Fecha 2 | Fecha 2 |
| Local                    | Resultado | Visitante            | Estadio                   | Fecha        | Hora    |         |         |         |         |         |         |
| Zona 1                   | Zona 1    | Zona 1               | Zona 1                    | Zona 1       | Zona 1  | Zona 1  | Zona 1  | Zona 1  | Zona 1  | Zona 1  | Zona 1  |
| ------------------------ | --------- | -------------------- | ------------------------- | ------------ | ------- | ------- | ------- | ------- | ------- | ------- | ------- |
| Villa Mitre              | 1 - 1     | Rivadavia (L)        | El Fortín                 | 28 de agosto | 16:00   |         |         |         |         |         |         |
| Santamarina              | 1 - 2     | Cipolletti           | Estadio de Alumni Azuleño | 28 de agosto | 16:00   |         |         |         |         |         |         |
| Douglas Haig             | 0 - 0     | Unión (MdP)          |                           | 29 de agosto |         |         |         |         |         |         |         |
| Guillermo Brown          | 1 - 1     | Huracán (TA)         | Raúl Conti                | 29 de agosto | 16:00   |         |         |         |         |         |         |
| Zona 2                   |           |                      |                           |              |         |         |         |         |         |         |         |
| Desamparados             | 1 - 0     | Juventud Unida       |                           | 29 de agosto |         |         |         |         |         |         |         |
| Sportivo Belgrano        | 3 - 1     | Talleres (C)         |                           | 29 de agosto |         |         |         |         |         |         |         |
| Racing (C)               | 1 - 0     | Alumni               |                           | 29 de agosto |         |         |         |         |         |         |         |
| Estudiantes (RC)         | 3 - 3     | Deportivo Maipú      |                           | 29 de agosto |         |         |         |         |         |         |         |
| Zona 3                   |           |                      |                           |              |         |         |         |         |         |         |         |
| Crucero del Norte        | 0 - 1     | 9 de Julio (R)       |                           | 29 de agosto |         |         |         |         |         |         |         |
| Libertad (S)             | 1 - 0     | Central Norte        |                           | 29 de agosto |         |         |         |         |         |         |         |
| Juventud Antoniana       | 2 - 1     | Unión (S)            |                           | 29 de agosto |         |         |         |         |         |         |         |
| Gimnasia y Esgrima (CdU) | 0 - 2     | Central Córdoba (SE) |                           | 29 de agosto |         |         |         |         |         |         |         |

| Fecha 3                  | Fecha 3   | Fecha 3            | Fecha 3              | Fecha 3         | Fecha 3 | Fecha 3 | Fecha 3 | Fecha 3 | Fecha 3 | Fecha 3 | Fecha 3 |
| Local                    | Resultado | Visitante          | Estadio              | Fecha           | Hora    |         |         |         |         |         |         |
| Zona 1                   | Zona 1    | Zona 1             | Zona 1               | Zona 1          | Zona 1  | Zona 1  | Zona 1  | Zona 1  | Zona 1  | Zona 1  | Zona 1  |
| ------------------------ | --------- | ------------------ | -------------------- | --------------- | ------- | ------- | ------- | ------- | ------- | ------- | ------- |
| Douglas Haig             | 2 - 2     | Villa Mitre        | Miguel Morales       | 5 de septiembre | 15:30   |         |         |         |         |         |         |
| Unión (MdP)              | 2 - 3     | Guillermo Brown    | José María Minella   | 5 de septiembre | 11:00   |         |         |         |         |         |         |
| Huracán (TA)             | 2 - 1     | Santamarina        |                      | 5 de septiembre |         |         |         |         |         |         |         |
| Cipolletti               | 2 - 0     | Rivadavia (L)      | La Visera de Cemento | 5 de septiembre | 16:00   |         |         |         |         |         |         |
| Zona 2                   |           |                    |                      |                 |         |         |         |         |         |         |         |
| Estudiantes (RC)         | 0 - 1     | Desamparados       |                      | 5 de septiembre |         |         |         |         |         |         |         |
| Deportivo Maipú          | 2 - 2     | Racing (C)         |                      | 5 de septiembre |         |         |         |         |         |         |         |
| Alumni                   | 2 - 4     | Sportivo Belgrano  |                      | 5 de septiembre |         |         |         |         |         |         |         |
| Talleres (C)             | 2 - 0     | Juventud Unida     |                      | 5 de septiembre |         |         |         |         |         |         |         |
| Zona 3                   |           |                    |                      |                 |         |         |         |         |         |         |         |
| Central Córdoba (SE)     | 0 - 0     | Juventud Antoniana |                      | 3 de septiembre |         |         |         |         |         |         |         |
| Gimnasia y Esgrima (CdU) | 3 - 1     | Crucero del Norte  |                      | 5 de septiembre |         |         |         |         |         |         |         |
| Unión (S)                | 0 - 2     | Libertad (S)       |                      | 5 de septiembre |         |         |         |         |         |         |         |
| Central Norte            | 2 - 0     | 9 de Julio (R)     |                      | 5 de septiembre |         |         |         |         |         |         |         |

| Fecha 4            | Fecha 4   | Fecha 4                  | Fecha 4    | Fecha 4          | Fecha 4 | Fecha 4 | Fecha 4 | Fecha 4 | Fecha 4 | Fecha 4 | Fecha 4 |
| Local              | Resultado | Visitante                | Estadio    | Fecha            | Hora    |         |         |         |         |         |         |
| Zona 1             | Zona 1    | Zona 1                   | Zona 1     | Zona 1           | Zona 1  | Zona 1  | Zona 1  | Zona 1  | Zona 1  | Zona 1  | Zona 1  |
| ------------------ | --------- | ------------------------ | ---------- | ---------------- | ------- | ------- | ------- | ------- | ------- | ------- | ------- |
| Villa Mitre        | 1 - 1     | Cipolletti               | El Fortín  | 11 de septiembre | 16:00   |         |         |         |         |         |         |
| Santamarina        | 0 - 0     | Unión (S)                |            | 11 de septiembre |         |         |         |         |         |         |         |
| Rivadavia (L)      | 1 - 0     | Huracán (TA)             | El Coliseo | 12 de septiembre | 15:00   |         |         |         |         |         |         |
| Guillermo Brown    | 2 - 0     | Douglas Haig             | Raúl Conti | 12 de septiembre | 15:30   |         |         |         |         |         |         |
| Zona 2             |           |                          |            |                  |         |         |         |         |         |         |         |
| Juventud Unida     | 2 - 2     | Alumni                   |            | 11 de septiembre |         |         |         |         |         |         |         |
| Desamparados       | 0 - 2     | Talleres (C)             |            | 12 de septiembre |         |         |         |         |         |         |         |
| Sportivo Belgrano  | 0 - 1     | Deportivo Maipú          |            | 12 de septiembre |         |         |         |         |         |         |         |
| Racing (C)         | 2 - 1     | Estudiantes (RC)         |            | 12 de septiembre |         |         |         |         |         |         |         |
| Zona 3             |           |                          |            |                  |         |         |         |         |         |         |         |
| Crucero del Norte  | 1 - 0     | Central Norte            |            | 12 de septiembre |         |         |         |         |         |         |         |
| 9 de Julio (R)     | 2 - 1     | Unión (S)                |            | 12 de septiembre |         |         |         |         |         |         |         |
| Libertad (S)       | 2 - 3     | Central Córdoba (SE)     |            | 12 de septiembre |         |         |         |         |         |         |         |
| Juventud Antoniana | 1 - 0     | Gimnasia y Esgrima (CdU) |            | 12 de septiembre |         |         |         |         |         |         |         |

| Fecha 5                  | Fecha 5   | Fecha 5           | Fecha 5                 | Fecha 5          | Fecha 5 | Fecha 5 | Fecha 5 | Fecha 5 | Fecha 5 | Fecha 5 | Fecha 5 |
| Local                    | Resultado | Visitante         | Estadio                 | Fecha            | Hora    |         |         |         |         |         |         |
| Zona 1                   | Zona 1    | Zona 1            | Zona 1                  | Zona 1           | Zona 1  | Zona 1  | Zona 1  | Zona 1  | Zona 1  | Zona 1  | Zona 1  |
| ------------------------ | --------- | ----------------- | ----------------------- | ---------------- | ------- | ------- | ------- | ------- | ------- | ------- | ------- |
| Unión (MdP)              | 2 - 0     | Rivadavia (L)     | José María Minella      | 19 de septiembre | 11:00   |         |         |         |         |         |         |
| Guillermo Brown          | 3 - 0     | Villa Mitre       | Raúl Conti              | 19 de septiembre | 16:00   |         |         |         |         |         |         |
| Douglas Haig             | 4 - 0     | Santamarina       |                         | 19 de septiembre |         |         |         |         |         |         |         |
| Huracán (TA)             | 0 - 2     | Cipolletti        | Roberto Lorenzo Bottino | 19 de septiembre | 16:00   |         |         |         |         |         |         |
| Zona 2                   |           |                   |                         |                  |         |         |         |         |         |         |         |
| Racing (C)               | 0 - 0     | Desamparados      |                         | 19 de septiembre |         |         |         |         |         |         |         |
| Estudiantes (RC)         | 2 - 2     | Sportivo Belgrano |                         | 19 de septiembre |         |         |         |         |         |         |         |
| Deportivo Maipú          | 1 - 1     | Juventud Unida    |                         | 19 de septiembre |         |         |         |         |         |         |         |
| Alumni                   | 1 - 3     | Talleres (C)      |                         | 19 de septiembre |         |         |         |         |         |         |         |
| Zona 3                   |           |                   |                         |                  |         |         |         |         |         |         |         |
| Juventud Antoniana       | 2 - 1     | Crucero del Norte |                         | 19 de septiembre |         |         |         |         |         |         |         |
| Gimnasia y Esgrima (CdU) | 1 - 0     | Libertad (S)      |                         | 19 de septiembre |         |         |         |         |         |         |         |
| Central Córdoba (SE)     | 1 - 0     | 9 de Julio (R)    |                         | 19 de septiembre |         |         |         |         |         |         |         |
| Unión (S)                | 1 - 1     | Central Norte     |                         | 19 de septiembre |         |         |         |         |         |         |         |

| Fecha 6           | Fecha 6   | Fecha 6                  | Fecha 6                    | Fecha 6          | Fecha 6 | Fecha 6 | Fecha 6 | Fecha 6 | Fecha 6 | Fecha 6 | Fecha 6 |
| Local             | Resultado | Visitante                | Estadio                    | Fecha            | Hora    |         |         |         |         |         |         |
| Zona 1            | Zona 1    | Zona 1                   | Zona 1                     | Zona 1           | Zona 1  | Zona 1  | Zona 1  | Zona 1  | Zona 1  | Zona 1  | Zona 1  |
| ----------------- | --------- | ------------------------ | -------------------------- | ---------------- | ------- | ------- | ------- | ------- | ------- | ------- | ------- |
| Santamarina       | 0 - 0     | Guillermo Brown          | Municipal Gral. San Martín | 25 de septiembre | 19:30   |         |         |         |         |         |         |
| Cipolletti        | 1 - 1     | Unión (MdP)              | La Visera de Cemento       | 26 de septiembre | 16:00   |         |         |         |         |         |         |
| Rivadavia (L)     | 1 - 0     | Douglas Haig             | El Coliseo                 | 26 de septiembre | 16:00   |         |         |         |         |         |         |
| Villa Mitre       | 2 - 0     | Huracán (TA)             | El Fortín                  | 26 de septiembre | 16:30   |         |         |         |         |         |         |
| Zona 2            |           |                          |                            |                  |         |         |         |         |         |         |         |
| Desamparados      | 2 - 0     | Alumni                   |                            | 26 de septiembre |         |         |         |         |         |         |         |
| Talleres (C)      | 3 - 1     | Deportivo Maipú          |                            | 26 de septiembre |         |         |         |         |         |         |         |
| Juventud Unida    | 2 - 0     | Estudiantes (RC)         |                            | 26 de septiembre |         |         |         |         |         |         |         |
| Sportivo Belgrano | 3 - 1     | Racing (C)               |                            | 26 de septiembre |         |         |         |         |         |         |         |
| Zona 3            |           |                          |                            |                  |         |         |         |         |         |         |         |
| Crucero del Norte | 1 - 0     | Unión (S)                |                            | 26 de septiembre |         |         |         |         |         |         |         |
| Central Norte     | 4 - 1     | Central Córdoba (SE)     |                            | 26 de septiembre |         |         |         |         |         |         |         |
| 9 de Julio (R)    | 1 - 2     | Gimnasia y Esgrima (CdU) |                            | 26 de septiembre |         |         |         |         |         |         |         |
| Libertad (S)      | 0 - 0     | Juventud Antoniana       |                            | 26 de septiembre |         |         |         |         |         |         |         |

| Fecha 7                  | Fecha 7   | Fecha 7           | Fecha 7                    | Fecha 7      | Fecha 7 | Fecha 7 | Fecha 7 | Fecha 7 | Fecha 7 | Fecha 7 | Fecha 7 |
| Local                    | Resultado | Visitante         | Estadio                    | Fecha        | Hora    |         |         |         |         |         |         |
| Zona 1                   | Zona 1    | Zona 1            | Zona 1                     | Zona 1       | Zona 1  | Zona 1  | Zona 1  | Zona 1  | Zona 1  | Zona 1  | Zona 1  |
| ------------------------ | --------- | ----------------- | -------------------------- | ------------ | ------- | ------- | ------- | ------- | ------- | ------- | ------- |
| Santamarina              | 0 - 0     | Villa Mitre       | Municipal Gral. San Martín | 2 de octubre | 20:00   |         |         |         |         |         |         |
| Unión (MdP)              | 2 - 1     | Huracán (TA)      |                            | 3 de octubre |         |         |         |         |         |         |         |
| Guillermo Brown          | 2 - 0     | Rivadavia (L)     | Raúl Conti                 | 3 de octubre | 16:00   |         |         |         |         |         |         |
| Douglas Haig             | 1 - 1     | Cipolletti        | Miguel Morales             | 3 de octubre | 16:00   |         |         |         |         |         |         |
| Zona 2                   |           |                   |                            |              |         |         |         |         |         |         |         |
| Racing (C)               | 0 - 0     | Juventud Unida    |                            | 1 de octubre |         |         |         |         |         |         |         |
| Sportivo Belgrano        | 1 - 0     | Desamparados      |                            | 3 de octubre |         |         |         |         |         |         |         |
| Estudiantes (RC)         | 2 - 1     | Talleres (C)      |                            | 3 de octubre |         |         |         |         |         |         |         |
| Deportivo Maipú          | 0 - 0     | Alumni            |                            | 3 de octubre |         |         |         |         |         |         |         |
| Zona 3                   |           |                   |                            |              |         |         |         |         |         |         |         |
| Juventud Antoniana       | 2 - 1     | 9 de Julio (R)    |                            | 1 de octubre |         |         |         |         |         |         |         |
| Libertad (S)             | 2 - 1     | Crucero del Norte |                            | 3 de octubre |         |         |         |         |         |         |         |
| Gimnasia y Esgrima (CdU) | 2 - 0     | Central Norte     |                            | 3 de octubre |         |         |         |         |         |         |         |
| Central Córdoba (SE)     | 2 - 2     | Unión (S)         |                            | 3 de octubre |         |         |         |         |         |         |         |

| Fecha 8                  | Fecha 8   | Fecha 8              | Fecha 8                    | Fecha 8       | Fecha 8 | Fecha 8 | Fecha 8 | Fecha 8 | Fecha 8 | Fecha 8 | Fecha 8 |
| Local                    | Resultado | Visitante            | Estadio                    | Fecha         | Hora    |         |         |         |         |         |         |
| Zona 1                   | Zona 1    | Zona 1               | Zona 1                     | Zona 1        | Zona 1  | Zona 1  | Zona 1  | Zona 1  | Zona 1  | Zona 1  | Zona 1  |
| ------------------------ | --------- | -------------------- | -------------------------- | ------------- | ------- | ------- | ------- | ------- | ------- | ------- | ------- |
| Guillermo Brown          | 4 - 1     | Cipolletti           | Raúl Conti                 | 10 de octubre | 16:00   |         |         |         |         |         |         |
| Villa Mitre              | 2 - 1     | Unión (MdP)          | El Fortín                  | 10 de octubre | 16:30   |         |         |         |         |         |         |
| Santamarina              | 2 - 1     | Rivadavia (L)        | Municipal Gral. San Martín | 10 de octubre | 19:00   |         |         |         |         |         |         |
| Douglas Haig             | 2 - 0     | Huracán (TA)         |                            | 11 de octubre |         |         |         |         |         |         |         |
| Zona 2                   |           |                      |                            |               |         |         |         |         |         |         |         |
| Desamparados             | 0 - 1     | Deportivo Maipú      |                            | 10 de octubre |         |         |         |         |         |         |         |
| Estudiantes (RC)         | 0 - 0     | Alumni               |                            | 10 de octubre |         |         |         |         |         |         |         |
| Racing (C)               | 0 - 3     | Talleres (C)         |                            | 10 de octubre |         |         |         |         |         |         |         |
| Sportivo Belgrano        | 1 - 3     | Juventud Unida       |                            | 10 de octubre |         |         |         |         |         |         |         |
| Zona 3                   |           |                      |                            |               |         |         |         |         |         |         |         |
| Crucero del Norte        | 3 - 0     | Central Córdoba (SE) |                            | 10 de octubre |         |         |         |         |         |         |         |
| Gimnasia y Esgrima (CdU) | 1 - 4     | Unión (S)            |                            | 10 de octubre |         |         |         |         |         |         |         |
| Juventud Antoniana       | 0 - 2     | Central Norte        |                            | 10 de octubre |         |         |         |         |         |         |         |
| Libertad (S)             | 1 - 0     | 9 de Julio (R)       |                            | 10 de octubre |         |         |         |         |         |         |         |

| Fecha 9              | Fecha 9   | Fecha 9                  | Fecha 9              | Fecha 9       | Fecha 9 | Fecha 9 | Fecha 9 | Fecha 9 | Fecha 9 | Fecha 9 | Fecha 9 |
| Local                | Resultado | Visitante                | Estadio              | Fecha         | Hora    |         |         |         |         |         |         |
| Zona 1               | Zona 1    | Zona 1                   | Zona 1               | Zona 1        | Zona 1  | Zona 1  | Zona 1  | Zona 1  | Zona 1  | Zona 1  | Zona 1  |
| -------------------- | --------- | ------------------------ | -------------------- | ------------- | ------- | ------- | ------- | ------- | ------- | ------- | ------- |
| Huracán (TA)         | 1 - 2     | Guillermo Brown          |                      | 17 de octubre |         |         |         |         |         |         |         |
| Rivadavia (L)        | 0 - 2     | Villa Mitre              | El Coliseo           | 17 de octubre | 16:15   |         |         |         |         |         |         |
| Unión (MdP)          | 4 - 0     | Douglas Haig             |                      | 17 de octubre |         |         |         |         |         |         |         |
| Cipolletti           | 3 - 0     | Santamarina              | La Visera de Cemento | 17 de octubre | 22:00   |         |         |         |         |         |         |
| Zona 2               |           |                          |                      |               |         |         |         |         |         |         |         |
| Juventud Unida       | 0 - 0     | Desamparados             |                      | 15 de octubre |         |         |         |         |         |         |         |
| Deportivo Maipú      | 0 - 0     | Estudiantes (RC)         |                      | 15 de octubre |         |         |         |         |         |         |         |
| Talleres (C)         | 3 - 1     | Sportivo Belgrano        |                      | 17 de octubre |         |         |         |         |         |         |         |
| Alumni               | 0 - 0     | Racing (C)               |                      | 17 de octubre |         |         |         |         |         |         |         |
| Zona 3               |           |                          |                      |               |         |         |         |         |         |         |         |
| 9 de Julio (R)       | 1 - 1     | Crucero del Norte        |                      | 15 de octubre |         |         |         |         |         |         |         |
| Central Norte        | 1 - 0     | Libertad (S)             |                      | 17 de octubre |         |         |         |         |         |         |         |
| Unión (S)            | 1 - 0     | Juventud Antoniana       |                      | 17 de octubre |         |         |         |         |         |         |         |
| Central Córdoba (SE) | 0 - 0     | Gimnasia y Esgrima (CdU) |                      | 17 de octubre |         |         |         |         |         |         |         |

| Fecha 10           | Fecha 10  | Fecha 10                 | Fecha 10   | Fecha 10      | Fecha 10 | Fecha 10 | Fecha 10 | Fecha 10 | Fecha 10 | Fecha 10 | Fecha 10 |
| Local              | Resultado | Visitante                | Estadio    | Fecha         | Hora     |          |          |          |          |          |          |
| Zona 1             | Zona 1    | Zona 1                   | Zona 1     | Zona 1        | Zona 1   | Zona 1   | Zona 1   | Zona 1   | Zona 1   | Zona 1   | Zona 1   |
| ------------------ | --------- | ------------------------ | ---------- | ------------- | -------- | -------- | -------- | -------- | -------- | -------- | -------- |
| Rivadavia (L)      | 1 - 2     | Cipolletti               | El Coliseo | 24 de octubre | 16:15    |          |          |          |          |          |          |
| Villa Mitre        | 1 - 1     | Douglas Haig             | El Fortín  | 24 de octubre | 16:30    |          |          |          |          |          |          |
| Guillermo Brown    | 4 - 0     | Unión (MdP)              |            | 24 de octubre |          |          |          |          |          |          |          |
| Santamarina        | 1 - 2     | Huracán (TA)             |            | 24 de octubre |          |          |          |          |          |          |          |
| Zona 2             |           |                          |            |               |          |          |          |          |          |          |          |
| Desamparados       | 3 - 1     | Estudiantes (RC)         |            | 24 de octubre |          |          |          |          |          |          |          |
| Racing (C)         | 1 - 1     | Deportivo Maipú          |            | 24 de octubre |          |          |          |          |          |          |          |
| Sportivo Belgrano  | 1 - 2     | Alumni                   |            | 24 de octubre |          |          |          |          |          |          |          |
| Juventud Unida     | 3 - 2     | Talleres (C)             |            | 24 de octubre |          |          |          |          |          |          |          |
| Zona 3             |           |                          |            |               |          |          |          |          |          |          |          |
| Juventud Antoniana | 5 - 2     | Central Córdoba (SE)     |            | 22 de octubre |          |          |          |          |          |          |          |
| Libertad (S)       | 1 - 1     | Unión (S)                |            | 23 de octubre |          |          |          |          |          |          |          |
| Crucero del Norte  | 1 - 0     | Gimnasia y Esgrima (CdU) |            | 24 de octubre |          |          |          |          |          |          |          |
| 9 de Julio (R)     | 0 - 0     | Central Norte            |            | 24 de octubre |          |          |          |          |          |          |          |

| Fecha 11                 | Fecha 11  | Fecha 11           | Fecha 11                | Fecha 11       | Fecha 11 | Fecha 11 | Fecha 11 | Fecha 11 | Fecha 11 | Fecha 11 | Fecha 11 |
| Local                    | Resultado | Visitante          | Estadio                 | Fecha          | Hora     |          |          |          |          |          |          |
| Zona 1                   | Zona 1    | Zona 1             | Zona 1                  | Zona 1         | Zona 1   | Zona 1   | Zona 1   | Zona 1   | Zona 1   | Zona 1   | Zona 1   |
| ------------------------ | --------- | ------------------ | ----------------------- | -------------- | -------- | -------- | -------- | -------- | -------- | -------- | -------- |
| Unión (MdP)              | 0 - 0     | Santamarina        |                         | 7 de noviembre |          |          |          |          |          |          |          |
| Douglas Haig             | 1 - 1     | Guillermo Brown    |                         | 7 de noviembre |          |          |          |          |          |          |          |
| Cipolletti               | 2 - 2     | Villa Mitre        | La Visera de Cemento    | 7 de noviembre | 17:00    |          |          |          |          |          |          |
| Huracán (TA)             | 3 - 0     | Rivadavia (L)      | Roberto Lorenzo Bottino | 7 de noviembre | 20:30    |          |          |          |          |          |          |
| Zona 2                   |           |                    |                         |                |          |          |          |          |          |          |          |
| Talleres (C)             | 2 - 2     | Desamparados       |                         | 7 de noviembre |          |          |          |          |          |          |          |
| Alumni                   | 0 - 0     | Juventud Unida     |                         | 7 de noviembre |          |          |          |          |          |          |          |
| Deportivo Maipú          | 0 - 1     | Sportivo Belgrano  |                         | 7 de noviembre |          |          |          |          |          |          |          |
| Estudiantes (RC)         | 0 - 0     | Racing (C)         |                         | 7 de noviembre |          |          |          |          |          |          |          |
| Zona 3                   |           |                    |                         |                |          |          |          |          |          |          |          |
| Central Norte            | 0 - 1     | Crucero del Norte  |                         | 5 de noviembre |          |          |          |          |          |          |          |
| Central Córdoba (SE)     | 3 - 1     | Libertad (S)       |                         | 5 de noviembre |          |          |          |          |          |          |          |
| Unión                    | 1 - 1     | 9 de Julio (R)     |                         | 7 de noviembre |          |          |          |          |          |          |          |
| Gimnasia y Esgrima (CdU) | 2 - 0     | Juventud Antoniana |                         | 7 de noviembre |          |          |          |          |          |          |          |

| Fecha 12          | Fecha 12  | Fecha 12                 | Fecha 12             | Fecha 12        | Fecha 12 | Fecha 12 | Fecha 12 | Fecha 12 | Fecha 12 | Fecha 12 | Fecha 12 |
| Local             | Resultado | Visitante                | Estadio              | Fecha           | Hora     |          |          |          |          |          |          |
| Zona 1            | Zona 1    | Zona 1                   | Zona 1               | Zona 1          | Zona 1   | Zona 1   | Zona 1   | Zona 1   | Zona 1   | Zona 1   | Zona 1   |
| ----------------- | --------- | ------------------------ | -------------------- | --------------- | -------- | -------- | -------- | -------- | -------- | -------- | -------- |
| Villa Mitre       | 1 - 1     | Guillermo Brown          | El Fortín            | 14 de noviembre | 17:00    |          |          |          |          |          |          |
| Rivadavia (L)     | 1 - 0     | Unión (MdP)              | El Coliseo           | 14 de noviembre | 17:00    |          |          |          |          |          |          |
| Cipolletti        | 1 - 2     | Huracán (TA)             | La Visera de Cemento | 14 de noviembre | 18:00    |          |          |          |          |          |          |
| Santamarina       | 2 - 2     | Douglas Haig             |                      | 15 de noviembre |          |          |          |          |          |          |          |
| Zona 2            |           |                          |                      |                 |          |          |          |          |          |          |          |
| Desamparados      | 1 - 1     | Racing (C)               |                      | 14 de noviembre |          |          |          |          |          |          |          |
| Sportivo Belgrano | 3 - 0     | Estudiantes (RC)         |                      | 14 de noviembre |          |          |          |          |          |          |          |
| Juventud Unida    | 2 - 1     | Deportivo Maipú          |                      | 14 de noviembre |          |          |          |          |          |          |          |
| Talleres (C)      | 2 - 1     | Alumni                   |                      | 14 de noviembre |          |          |          |          |          |          |          |
| Zona 3            |           |                          |                      |                 |          |          |          |          |          |          |          |
| Crucero del Norte | 1 - 2     | Juventud Antoniana       |                      | 12 de noviembre |          |          |          |          |          |          |          |
| Central Norte     | 0 - 0     | Unión (S)                |                      | 12 de noviembre |          |          |          |          |          |          |          |
| Libertad (S)      | 1 - 1     | Gimnasia y Esgrima (CdU) |                      | 14 de noviembre |          |          |          |          |          |          |          |
| 9 de Julio (R)    | 0 - 0     | Central Córdoba (SE)     |                      | 14 de noviembre |          |          |          |          |          |          |          |

| Fecha 13                 | Fecha 13  | Fecha 13          | Fecha 13                | Fecha 13        | Fecha 13 | Fecha 13 | Fecha 13 | Fecha 13 | Fecha 13 | Fecha 13 | Fecha 13 |
| Local                    | Resultado | Visitante         | Estadio                 | Fecha           | Hora     |          |          |          |          |          |          |
| Zona 1                   | Zona 1    | Zona 1            | Zona 1                  | Zona 1          | Zona 1   | Zona 1   | Zona 1   | Zona 1   | Zona 1   | Zona 1   | Zona 1   |
| ------------------------ | --------- | ----------------- | ----------------------- | --------------- | -------- | -------- | -------- | -------- | -------- | -------- | -------- |
| Unión (MdP)              | 1 - 1     | Cipolletti        | José María Minella      | 20 de noviembre | 17:00    |          |          |          |          |          |          |
| Guillermo Brown          | 3 - 0     | Santamarina       |                         | 21 de noviembre |          |          |          |          |          |          |          |
| Huracán (TA)             | 1 - 0     | Villa Mitre       | Roberto Lorenzo Bottino | 21 de noviembre | 20:30    |          |          |          |          |          |          |
| Douglas Haig             | 1 - 0     | Rivadavia         | Miguel Morales          | 22 de noviembre | 19:05    |          |          |          |          |          |          |
| Zona 2                   |           |                   |                         |                 |          |          |          |          |          |          |          |
| Estudiantes (RC)         | 0 - 0     | Juventud Unida    |                         | 19 de noviembre |          |          |          |          |          |          |          |
| Alumni                   | 1 - 1     | Desamparados      |                         | 21 de noviembre |          |          |          |          |          |          |          |
| Deportivo Maipú          | 0 - 1     | Talleres (C)      |                         | 21 de noviembre |          |          |          |          |          |          |          |
| Racing (C)               | 2 - 0     | Sportivo Belgrano |                         | 21 de noviembre |          |          |          |          |          |          |          |
| Zona 3                   |           |                   |                         |                 |          |          |          |          |          |          |          |
| Unión (S)                | 1 - 0     | Crucero del Norte |                         | 19 de noviembre |          |          |          |          |          |          |          |
| Central Córdoba (SE)     | 2 - 1     | Central Norte     |                         | 19 de noviembre |          |          |          |          |          |          |          |
| Juventud Antoniana       | 1 - 1     | Libertad (S)      |                         | 19 de noviembre |          |          |          |          |          |          |          |
| Gimnasia y Esgrima (CdU) | 3 - 1     | 9 de Julio (R)    |                         | 21 de noviembre |          |          |          |          |          |          |          |

| Fecha 14          | Fecha 14  | Fecha 14                 | Fecha 14             | Fecha 14        | Fecha 14 | Fecha 14 | Fecha 14 | Fecha 14 | Fecha 14 | Fecha 14 | Fecha 14 |
| Local             | Resultado | Visitante                | Estadio              | Fecha           | Hora     |          |          |          |          |          |          |
| Zona 1            | Zona 1    | Zona 1                   | Zona 1               | Zona 1          | Zona 1   | Zona 1   | Zona 1   | Zona 1   | Zona 1   | Zona 1   | Zona 1   |
| ----------------- | --------- | ------------------------ | -------------------- | --------------- | -------- | -------- | -------- | -------- | -------- | -------- | -------- |
| Rivadavia (L)     | 4 - 1     | Guillermo Brown          | El Coliseo           | 28 de noviembre | 17:15    |          |          |          |          |          |          |
| Villa Mitre       | 1 - 1     | Santamarina              | El Fortín            | 28 de noviembre | 18:00    |          |          |          |          |          |          |
| Cipolletti        | 1 - 1     | Douglas Haig             | La Visera de Cemento | 28 de noviembre | 18:00    |          |          |          |          |          |          |
| Huracán (TA)      | 0 - 1     | Unión (MdP)              |                      | 28 de noviembre |          |          |          |          |          |          |          |
| Zona 2            |           |                          |                      |                 |          |          |          |          |          |          |          |
| Talleres (C)      | 5 - 1     | Estudiantes (RC)         |                      | 27 de noviembre |          |          |          |          |          |          |          |
| Desamparados      | 2 - 0     | Sportivo Belgrano        |                      | 28 de noviembre |          |          |          |          |          |          |          |
| Juventud Unida    | 1 - 0     | Racing (C)               |                      | 28 de noviembre |          |          |          |          |          |          |          |
| Alumni            | 2 - 2     | Deportivo Maipú          |                      | 28 de noviembre |          |          |          |          |          |          |          |
| Zona 3            |           |                          |                      |                 |          |          |          |          |          |          |          |
| Crucero del Norte | 1 - 2     | Libertad (S)             |                      | 26 de noviembre |          |          |          |          |          |          |          |
| Central Norte     | 2 - 0     | Gimnasia y Esgrima (CdU) |                      | 26 de noviembre |          |          |          |          |          |          |          |
| Unión (S)         | 1 - 0     | Central Córdoba (SE)     |                      | 26 de noviembre |          |          |          |          |          |          |          |
| 9 de Julio (R)    | 1 - 0     | Juventud Antoniana       |                      | 28 de noviembre |          |          |          |          |          |          |          |

| Fecha 15             | Fecha 15  | Fecha 15                 | Fecha 15             | Fecha 15       | Fecha 15 | Fecha 15 | Fecha 15 | Fecha 15 | Fecha 15 | Fecha 15 | Fecha 15 |
| Local                | Resultado | Visitante                | Estadio              | Fecha          | Hora     |          |          |          |          |          |          |
| Zona 1               | Zona 1    | Zona 1                   | Zona 1               | Zona 1         | Zona 1   | Zona 1   | Zona 1   | Zona 1   | Zona 1   | Zona 1   | Zona 1   |
| -------------------- | --------- | ------------------------ | -------------------- | -------------- | -------- | -------- | -------- | -------- | -------- | -------- | -------- |
| Unión (MdP)          | 2 - 1     | Villa Mitre              | José María Minella   | 2 de diciembre | 20:30    |          |          |          |          |          |          |
| Cipolletti           | 1 - 1     | Guillermo Brown          | La Visera de Cemento | 3 de diciembre | 21:30    |          |          |          |          |          |          |
| Rivadavia (L)        | 0 - 1     | Santamarina              | El Coliseo           | 4 de diciembre | 17:15    |          |          |          |          |          |          |
| Huracán (TA)         | 1 - 1     | Douglas Haig             |                      | 4 de diciembre |          |          |          |          |          |          |          |
| Zona 2               |           |                          |                      |                |          |          |          |          |          |          |          |
| Alumni               | 2 - 1     | Estudiantes (RC)         |                      | 2 de diciembre |          |          |          |          |          |          |          |
| Talleres (C)         | 1 - 2     | Racing (C)               |                      | 2 de diciembre |          |          |          |          |          |          |          |
| Deportivo Maipú      | 0 - 1     | Desamparados             |                      | 3 de diciembre |          |          |          |          |          |          |          |
| Juventud Unida       | 0 - 1     | Sportivo Belgrano        |                      | 4 de diciembre |          |          |          |          |          |          |          |
| Zona 3               |           |                          |                      |                |          |          |          |          |          |          |          |
| Central Córdoba (SE) | 2 - 0     | Crucero del Norte        |                      | 3 de diciembre |          |          |          |          |          |          |          |
| Unión (S)            | 1 - 1     | Gimnasia y Esgrima (CdU) |                      | 3 de diciembre |          |          |          |          |          |          |          |
| 9 de Julio (R)       | 2 - 3     | Libertad (S)             |                      | 3 de diciembre |          |          |          |          |          |          |          |
| Central Norte        | 1 - 0     | Juventud Antoniana       |                      | 4 de diciembre |          |          |          |          |          |          |          |

| Fecha 16                 | Fecha 16  | Fecha 16             | Fecha 16                   | Fecha 16       | Fecha 16 | Fecha 16 | Fecha 16 | Fecha 16 | Fecha 16 | Fecha 16 | Fecha 16 |
| Local                    | Resultado | Visitante            | Estadio                    | Fecha          | Hora     |          |          |          |          |          |          |
| Zona 1                   | Zona 1    | Zona 1               | Zona 1                     | Zona 1         | Zona 1   | Zona 1   | Zona 1   | Zona 1   | Zona 1   | Zona 1   | Zona 1   |
| ------------------------ | --------- | -------------------- | -------------------------- | -------------- | -------- | -------- | -------- | -------- | -------- | -------- | -------- |
| Santamarina              | 2 - 0     | Cipolletti           | Municipal Gral. San Martín | 7 de diciembre | 21:00    |          |          |          |          |          |          |
| Villa Mitre              | 0 - 1     | Rivadavia (L)        | El Fortín                  | 8 de diciembre | 18:00    |          |          |          |          |          |          |
| Guillermo Brown          | 3 - 1     | Huracán (TA)         |                            | 8 de diciembre |          |          |          |          |          |          |          |
| Douglas Haig             | 4 - 3     | Unión (MdP)          |                            | 8 de diciembre |          |          |          |          |          |          |          |
| Zona 2                   |           |                      |                            |                |          |          |          |          |          |          |          |
| Desamparados             | 1 - 0     | Juventud Unida       |                            | 7 de diciembre |          |          |          |          |          |          |          |
| Estudiantes (RC)         | 0 - 0     | Deportivo Maipú      |                            | 7 de diciembre |          |          |          |          |          |          |          |
| Racing (C)               | 1 - 0     | Alumni               |                            | 7 de diciembre |          |          |          |          |          |          |          |
| Sportivo Belgrano        | 1 - 0     | Talleres (C)         |                            | 8 de diciembre |          |          |          |          |          |          |          |
| Zona 3                   |           |                      |                            |                |          |          |          |          |          |          |          |
| Crucero del Norte        | 2 - 0     | 9 de Julio (R)       |                            | 7 de diciembre |          |          |          |          |          |          |          |
| Juventud Antoniana       | 1 - 4     | Unión (S)            |                            | 7 de diciembre |          |          |          |          |          |          |          |
| Gimnasia y Esgrima (CdU) | 2 - 1     | Central Córdoba (SE) |                            | 7 de diciembre |          |          |          |          |          |          |          |
| Libertad (S)             | 0 - 0     | Centrl Norte         |                            | 8 de diciembre |          |          |          |          |          |          |          |

| Fecha 17                 | Fecha 17  | Fecha 17           | Fecha 17             | Fecha 17        | Fecha 17 | Fecha 17 | Fecha 17 | Fecha 17 | Fecha 17 | Fecha 17 | Fecha 17 |
| Local                    | Resultado | Visitante          | Estadio              | Fecha           | Hora     |          |          |          |          |          |          |
| Zona 1                   | Zona 1    | Zona 1             | Zona 1               | Zona 1          | Zona 1   | Zona 1   | Zona 1   | Zona 1   | Zona 1   | Zona 1   | Zona 1   |
| ------------------------ | --------- | ------------------ | -------------------- | --------------- | -------- | -------- | -------- | -------- | -------- | -------- | -------- |
| Cipolletti               | 1 - 2     | Rivadavia (L)      | La Visera de Cemento | 12 de diciembre | 18:30    |          |          |          |          |          |          |
| Douglas Haig             | 3 - 0     | Villa Mitre        | Miguel Morales       | 12 de diciembre |          |          |          |          |          |          |          |
| Unión (S)                | 1 - 1     | Guillermo Brown    |                      | 12 de diciembre |          |          |          |          |          |          |          |
| Huracán (TA)             | 1 - 0     | Santamarina        |                      | 12 de diciembre |          |          |          |          |          |          |          |
| Zona 2                   |           |                    |                      |                 |          |          |          |          |          |          |          |
| Estudiantes (RC)         | 0 - 0     | Desamparados       |                      | 12 de diciembre |          |          |          |          |          |          |          |
| Deportivo Maipú          | 1 - 0     | Racing (C)         |                      | 12 de diciembre |          |          |          |          |          |          |          |
| Alumni                   | 0 - 1     | Sportivo Belgrano  |                      | 12 de diciembre |          |          |          |          |          |          |          |
| Talleres (C)             | 4 - 1     | Juventud Unida     |                      | 12 de diciembre |          |          |          |          |          |          |          |
| Zona 3                   |           |                    |                      |                 |          |          |          |          |          |          |          |
| Unión (S)                | 1 - 0     | Libertad (S)       |                      | 11 de diciembre |          |          |          |          |          |          |          |
| Gimnasia y Esgrima (CdU) | 2 - 2     | Crucero del Norte  |                      | 12 de diciembre |          |          |          |          |          |          |          |
| Central Córdoba (SE)     | 0 - 0     | Juventud Antoniana |                      | 12 de diciembre |          |          |          |          |          |          |          |
| Central Norte            | 1 - 0     | 9 de Julio (R)     |                      | 12 de diciembre |          |          |          |          |          |          |          |

| Fecha 18           | Fecha 18  | Fecha 18                 | Fecha 18 | Fecha 18    | Fecha 18 | Fecha 18 | Fecha 18 | Fecha 18 | Fecha 18 | Fecha 18 | Fecha 18 |
| Local              | Resultado | Visitante                | Estadio  | Fecha       | Hora     |          |          |          |          |          |          |
| Zona 1             | Zona 1    | Zona 1                   | Zona 1   | Zona 1      | Zona 1   | Zona 1   | Zona 1   | Zona 1   | Zona 1   | Zona 1   | Zona 1   |
| ------------------ | --------- | ------------------------ | -------- | ----------- | -------- | -------- | -------- | -------- | -------- | -------- | -------- |
| Rivadavia (L)      | 0 - 0     | Huracán (TA)             |          | 22 de enero |          |          |          |          |          |          |          |
| Guillermo Brown    | 1 - 1     | Douglas Haig             |          | 23 de enero |          |          |          |          |          |          |          |
| Villa Mitre        | 2 - 1     | Cipolletti               |          | 23 de enero |          |          |          |          |          |          |          |
| Santamarina        | 2 - 3     | Unión (MdP)              |          | 23 de enero |          |          |          |          |          |          |          |
| Zona 2             |           |                          |          |             |          |          |          |          |          |          |          |
| Racing (C)         | 1 - 1     | Estudiantes (RC)         |          | 21 de enero |          |          |          |          |          |          |          |
| Desamparados       | 1 - 2     | Talleres (C)             |          | 23 de enero |          |          |          |          |          |          |          |
| Juventud Unida     | 1 - 1     | Alumni                   |          | 23 de enero |          |          |          |          |          |          |          |
| Sportivo Belgrano  | 4 - 1     | Deportivo Maipú          |          | 23 de enero |          |          |          |          |          |          |          |
| Zona 3             |           |                          |          |             |          |          |          |          |          |          |          |
| Crucero del Norte  | 0 - 4     | Central Norte            |          | 21 de enero |          |          |          |          |          |          |          |
| 9 de Julio (R)     | 2 - 1     | Unión (S)                |          | 23 de enero |          |          |          |          |          |          |          |
| Libertad (S)       | 2 - 0     | Central Córdoba (SE)     |          | 23 de enero |          |          |          |          |          |          |          |
| Juventud Antoniana | 0 - 1     | Gimnasia y Esgrima (CdU) |          | 23 de enero |          |          |          |          |          |          |          |

| Fecha 19                 | Fecha 19  | Fecha 19          | Fecha 19 | Fecha 19    | Fecha 19 | Fecha 19 | Fecha 19 | Fecha 19 | Fecha 19 | Fecha 19 | Fecha 19 |
| Local                    | Resultado | Visitante         | Estadio  | Fecha       | Hora     |          |          |          |          |          |          |
| Zona 1                   | Zona 1    | Zona 1            | Zona 1   | Zona 1      | Zona 1   | Zona 1   | Zona 1   | Zona 1   | Zona 1   | Zona 1   | Zona 1   |
| ------------------------ | --------- | ----------------- | -------- | ----------- | -------- | -------- | -------- | -------- | -------- | -------- | -------- |
| Unión (MdP)              | 3 - 0     | Rivadavia (L)     |          | 27 de enero |          |          |          |          |          |          |          |
| Guillermo Brown          | 4 - 1     | Villa Mitre       |          | 29 de enero |          |          |          |          |          |          |          |
| Douglas Haig             | 0 - 1     | Santamarina       |          | 29 de enero |          |          |          |          |          |          |          |
| Huracán (TA)             | 3 - 1     | Cipolletti        |          | 29 de enero |          |          |          |          |          |          |          |
| Zona 2                   |           |                   |          |             |          |          |          |          |          |          |          |
| Racing (C)               | 2 - 1     | Desamparados      |          | 28 de enero |          |          |          |          |          |          |          |
| Estudiantes (RC)         | 4 - 2     | Sportivo Belgrano |          | 28 de enero |          |          |          |          |          |          |          |
| Deportivo Maipú          | 0 - 0     | Juventud Unida    |          | 28 de enero |          |          |          |          |          |          |          |
| Alumni                   | 3 - 2     | Talleres (C)      |          | 29 de enero |          |          |          |          |          |          |          |
| Zona 3                   |           |                   |          |             |          |          |          |          |          |          |          |
| Juventud Antoniana       | 1 - 2     | Crucero del Norte |          | 28 de enero |          |          |          |          |          |          |          |
| Central Córdoba (SE)     | 4 - 4     | 9 de Julio (R)    |          | 28 de enero |          |          |          |          |          |          |          |
| Unión (S)                | 1 - 3     | Central Norte     |          | 28 de enero |          |          |          |          |          |          |          |
| Gimnasia y Esgrima (CdU) | 1 - 2     | Libertad (S)      |          | 29 de enero |          |          |          |          |          |          |          |

| Fecha 20          | Fecha 20  | Fecha 20                 | Fecha 20 | Fecha 20     | Fecha 20 | Fecha 20 | Fecha 20 | Fecha 20 | Fecha 20 | Fecha 20 | Fecha 20 |
| Local             | Resultado | Visitante                | Estadio  | Fecha        | Hora     |          |          |          |          |          |          |
| Zona 1            | Zona 1    | Zona 1                   | Zona 1   | Zona 1       | Zona 1   | Zona 1   | Zona 1   | Zona 1   | Zona 1   | Zona 1   | Zona 1   |
| ----------------- | --------- | ------------------------ | -------- | ------------ | -------- | -------- | -------- | -------- | -------- | -------- | -------- |
| Villa Mitre       | 1 - 2     | Huracán (TA)             |          | 2 de febrero |          |          |          |          |          |          |          |
| Cipolletti        | 2 - 2     | Unión (S)                |          | 2 de febrero |          |          |          |          |          |          |          |
| Rivadavia (L)     | 0 - 1     | Douglas Haig             |          | 2 de febrero |          |          |          |          |          |          |          |
| Santamarina       | 1 - 1     | Guillermo Brown          |          | 2 de febrero |          |          |          |          |          |          |          |
| Zona 2            |           |                          |          |              |          |          |          |          |          |          |          |
| Juventud Unida    | 0 - 2     | Estudiantes (RC)         |          | 1 de febrero |          |          |          |          |          |          |          |
| Desamparados      | 2 - 2     | Alumni                   |          | 2 de febrero |          |          |          |          |          |          |          |
| Talleres (C)      | 2 - 0     | Deportivo Maipú          |          | 2 de febrero |          |          |          |          |          |          |          |
| Sportivo Belgrano | 3 - 1     | Racing (C)               |          | 2 de febrero |          |          |          |          |          |          |          |
| Zona 3            |           |                          |          |              |          |          |          |          |          |          |          |
| Crucero del Norte | 0 - 0     | Unión (S)                |          | 2 de febrero |          |          |          |          |          |          |          |
| Central Norte     | 3 - 3     | Central Córdoba (SE)     |          | 2 de febrero |          |          |          |          |          |          |          |
| 9 de Julio (R)    | 1 - 2     | Gimnasia y Esgrima (CdU) |          | 2 de febrero |          |          |          |          |          |          |          |
| Libertad          | 0 - 0     | Juventud Antoniana       |          | 2 de febrero |          |          |          |          |          |          |          |

| Fecha 21                 | Fecha 21  | Fecha 21          | Fecha 21 | Fecha 21     | Fecha 21 | Fecha 21 | Fecha 21 | Fecha 21 | Fecha 21 | Fecha 21 | Fecha 21 |
| Local                    | Resultado | Visitante         | Estadio  | Fecha        | Hora     |          |          |          |          |          |          |
| Zona 1                   | Zona 1    | Zona 1            | Zona 1   | Zona 1       | Zona 1   | Zona 1   | Zona 1   | Zona 1   | Zona 1   | Zona 1   | Zona 1   |
| ------------------------ | --------- | ----------------- | -------- | ------------ | -------- | -------- | -------- | -------- | -------- | -------- | -------- |
| Santamarina              | 1 - 1     | Villa Mitre       |          | 6 de febrero |          |          |          |          |          |          |          |
| Guillermo Brown          | 2 - 0     | Rivadavia (L)     |          | 6 de febrero |          |          |          |          |          |          |          |
| Douglas Haig             | 1 - 1     | Cipolletti        |          | 6 de febrero |          |          |          |          |          |          |          |
| Unión (MdP)              | 2 - 0     | Douglas Haig      |          | 6 de febrero |          |          |          |          |          |          |          |
| Zona 2                   |           |                   |          |              |          |          |          |          |          |          |          |
| Sportivo Belgrano        | 0 - 2     | Desamparados      |          | 6 de febrero |          |          |          |          |          |          |          |
| Racing (C)               | 2 - 1     | Juventud Unida    |          | 6 de febrero |          |          |          |          |          |          |          |
| Estudiantes (RC)         | 3 - 0     | Talleres (C)      |          | 6 de febrero |          |          |          |          |          |          |          |
| Deportivo Maipú          | 2 - 2     | Alumni            |          | 6 de febrero |          |          |          |          |          |          |          |
| Zona 3                   |           |                   |          |              |          |          |          |          |          |          |          |
| Libertad (S)             | 2 - 0     | Crucero del Norte |          | 6 de febrero |          |          |          |          |          |          |          |
| Juventud Antoniana       | 3 - 1     | 9 de Julio (R)    |          | 6 de febrero |          |          |          |          |          |          |          |
| Gimnasia y Esgrima (CdU) | 1 - 1     | Central Norte     |          | 6 de febrero |          |          |          |          |          |          |          |
| Central Córdoba (SE)     | 0 - 1     | Unión (S)         |          | 6 de febrero |          |          |          |          |          |          |          |

| Fecha 22           | Fecha 22  | Fecha 22             | Fecha 22 | Fecha 22      | Fecha 22 | Fecha 22 | Fecha 22 | Fecha 22 | Fecha 22 | Fecha 22 | Fecha 22 |
| Local              | Resultado | Visitante            | Estadio  | Fecha         | Hora     |          |          |          |          |          |          |
| Zona 1             | Zona 1    | Zona 1               | Zona 1   | Zona 1        | Zona 1   | Zona 1   | Zona 1   | Zona 1   | Zona 1   | Zona 1   | Zona 1   |
| ------------------ | --------- | -------------------- | -------- | ------------- | -------- | -------- | -------- | -------- | -------- | -------- | -------- |
| Santamarina        | 0 - 2     | Rivadavia (L)        |          | 12 de febrero |          |          |          |          |          |          |          |
| Villa Mitre        | 0 - 1     | Unión (S)            |          | 13 de febrero |          |          |          |          |          |          |          |
| Douglas Haig       | 3 - 0     | Huracán (TA)         |          | 13 de febrero |          |          |          |          |          |          |          |
| Guillermo Brown    | 4 - 1     | Cipolletti           |          | 13 de febrero |          |          |          |          |          |          |          |
| Zona 2             |           |                      |          |               |          |          |          |          |          |          |          |
| Desamparados       | 4 - 0     | Deportivo Maipú      |          | 13 de febrero |          |          |          |          |          |          |          |
| Estudiantes (RC)   | 2 - 3     | Alumni               |          | 13 de febrero |          |          |          |          |          |          |          |
| Racing (C)         | 1 - 0     | Talleres (C)         |          | 13 de febrero |          |          |          |          |          |          |          |
| Sportivo Belgrano  | 2 - 1     | Juventud Unida       |          | 13 de febrero |          |          |          |          |          |          |          |
| Zona 3             |           |                      |          |               |          |          |          |          |          |          |          |
| Crucero del Norte  | 0 - 0     | Central Córdoba (SE) |          | 13 de febrero |          |          |          |          |          |          |          |
| Gimnasia y Esgrima | 1 - 1     | Unión (S)            |          | 13 de febrero |          |          |          |          |          |          |          |
| Juventud Antoniana | 1 - 1     | Central Norte (SE)   |          | 13 de febrero |          |          |          |          |          |          |          |
| Libertad (S)       | 3 - 2     | 9 de Julio (R)       |          | 13 de febrero |          |          |          |          |          |          |          |

| Fecha 23             | Fecha 23  | Fecha 23                 | Fecha 23 | Fecha 23      | Fecha 23 | Fecha 23 | Fecha 23 | Fecha 23 | Fecha 23 | Fecha 23 | Fecha 23 |
| Local                | Resultado | Visitante                | Estadio  | Fecha         | Hora     |          |          |          |          |          |          |
| Zona 1               | Zona 1    | Zona 1                   | Zona 1   | Zona 1        | Zona 1   | Zona 1   | Zona 1   | Zona 1   | Zona 1   | Zona 1   | Zona 1   |
| -------------------- | --------- | ------------------------ | -------- | ------------- | -------- | -------- | -------- | -------- | -------- | -------- | -------- |
| Rivadavia (L)        | 1 - 1     | Villa Mitre              |          | 20 de febrero |          |          |          |          |          |          |          |
| Cipolletti           | 0 - 0     | Santamarina              |          | 20 de febrero |          |          |          |          |          |          |          |
| Huracán (TA)         | 0 - 0     | Guillermo Brown          |          | 20 de febrero |          |          |          |          |          |          |          |
| Unión (MdP)          | 2 - 0     | Douglas Haig             |          | 20 de febrero |          |          |          |          |          |          |          |
| Zona 2               |           |                          |          |               |          |          |          |          |          |          |          |
| Juventud Unida       | 1 - 1     | Desamparados             |          | 20 de febrero |          |          |          |          |          |          |          |
| Talleres (C)         | 0 - 2     | Sportivo Belgrano        |          | 20 de febrero |          |          |          |          |          |          |          |
| Deportivo Maipú      | 1 - 0     | Estudiantes (RC)         |          | 20 de febrero |          |          |          |          |          |          |          |
| Alumni               | 2 - 2     | Racing (C)               |          | 22 de febrero |          |          |          |          |          |          |          |
| Zona 3               |           |                          |          |               |          |          |          |          |          |          |          |
| 9 de Julio (R)       | 0 - 1     | Crucero del Norte        |          | 20 de febrero |          |          |          |          |          |          |          |
| Central Norte        | 2 - 2     | Libertad (S)             |          | 20 de febrero |          |          |          |          |          |          |          |
| Unión (S)            | 1 - 2     | Juventud Antoniana       |          | 20 de febrero |          |          |          |          |          |          |          |
| Central Córdoba (SE) | 2 - 1     | Gimnasia y Esgrima (CdU) |          | 20 de febrero |          |          |          |          |          |          |          |

| Fecha 24           | Fecha 24  | Fecha 24                 | Fecha 24 | Fecha 24      | Fecha 24 | Fecha 24 | Fecha 24 | Fecha 24 | Fecha 24 | Fecha 24 | Fecha 24 |
| Local              | Resultado | Visitante                | Estadio  | Fecha         | Hora     |          |          |          |          |          |          |
| Zona 1             | Zona 1    | Zona 1                   | Zona 1   | Zona 1        | Zona 1   | Zona 1   | Zona 1   | Zona 1   | Zona 1   | Zona 1   | Zona 1   |
| ------------------ | --------- | ------------------------ | -------- | ------------- | -------- | -------- | -------- | -------- | -------- | -------- | -------- |
| Villa Mitre        | 1 - 0     | Douglas Haig             |          | 26 de febrero |          |          |          |          |          |          |          |
| Guillermo Brown    | 1 - 1     | Unión (MdP)              |          | 26 de febrero |          |          |          |          |          |          |          |
| Santamarina        | 2 - 0     | Huracán (TA)             |          | 26 de febrero |          |          |          |          |          |          |          |
| Rivadavia (L)      | 3 - 2     | Cipolletti               |          | 26 de febrero |          |          |          |          |          |          |          |
| Zona 2             |           |                          |          |               |          |          |          |          |          |          |          |
| Racing (C)         | 0 - 0     | Deportivo Maipú          |          | 26 de febrero |          |          |          |          |          |          |          |
| Sportivo Belgrano  | 1 - 1     | Alumni                   |          | 26 de febrero |          |          |          |          |          |          |          |
| Juventud Unida     | 0 - 0     | Talleres (C)             |          | 26 de febrero |          |          |          |          |          |          |          |
| Desamparados       | 2 - 2     | Estudiantes (RC)         |          | 27 de febrero |          |          |          |          |          |          |          |
| Zona 3             |           |                          |          |               |          |          |          |          |          |          |          |
| 9 de Julio (R)     | 0 - 1     | Central Norte            |          | 25 de febrero |          |          |          |          |          |          |          |
| Juventud Antoniana | 0 - 2     | Central Córdoba (SE)     |          | 25 de febrero |          |          |          |          |          |          |          |
| Crucero del Norte  | 0 - 1     | Gimnasia y Esgrima (CdU) |          | 26 de febrero |          |          |          |          |          |          |          |
| Libertad (S)       | 0 - 3     | Unión (S)                |          | 26 de febrero |          |          |          |          |          |          |          |

| Fecha 25                 | Fecha 25  | Fecha 25           | Fecha 25 | Fecha 25   | Fecha 25 | Fecha 25 | Fecha 25 | Fecha 25 | Fecha 25 | Fecha 25 | Fecha 25 |
| Local                    | Resultado | Visitante          | Estadio  | Fecha      | Hora     |          |          |          |          |          |          |
| Zona 1                   | Zona 1    | Zona 1             | Zona 1   | Zona 1     | Zona 1   | Zona 1   | Zona 1   | Zona 1   | Zona 1   | Zona 1   | Zona 1   |
| ------------------------ | --------- | ------------------ | -------- | ---------- | -------- | -------- | -------- | -------- | -------- | -------- | -------- |
| Cipolletti               | 4 - 2     | Villa Mitre        |          | 2 de marzo |          |          |          |          |          |          |          |
| Huracán (TA)             | 1 - 1     | Rivadavia (L)      |          | 2 de marzo |          |          |          |          |          |          |          |
| Unión (MdP)              | 3 - 0     | Santamarina        |          | 2 de marzo |          |          |          |          |          |          |          |
| Douglas Haig             | 0 - 0     | Guillermo Brown    |          | 2 de marzo |          |          |          |          |          |          |          |
| Zona 2                   |           |                    |          |            |          |          |          |          |          |          |          |
| Talleres (C)             | 1 - 0     | Desamparados       |          | 2 de marzo |          |          |          |          |          |          |          |
| Alumni                   | 0 - 1     | Juventud Unida     |          | 2 de marzo |          |          |          |          |          |          |          |
| Deportivo Maipú          | 0 - 1     | Sportivo Belgrano  |          | 2 de marzo |          |          |          |          |          |          |          |
| Estudiantes (RC)         | 2 - 1     | Racing (C)         |          | 2 de marzo |          |          |          |          |          |          |          |
| Zona 3                   |           |                    |          |            |          |          |          |          |          |          |          |
| Central Norte            | 1 - 1     | Crucero del Norte  |          | 2 de marzo |          |          |          |          |          |          |          |
| Unión (S)                | 2 - 2     | 9 de Julio (R)     |          | 2 de marzo |          |          |          |          |          |          |          |
| Central Córdoba (SE)     | 1 - 1     | Libertad (S)       |          | 2 de marzo |          |          |          |          |          |          |          |
| Gimnasia y Esgrima (CdU) | 0 - 2     | Juventud Antoniana |          | 2 de marzo |          |          |          |          |          |          |          |

| Fecha 26          | Fecha 26  | Fecha 26                 | Fecha 26 | Fecha 26   | Fecha 26 | Fecha 26 | Fecha 26 | Fecha 26 | Fecha 26 | Fecha 26 | Fecha 26 |
| Local             | Resultado | Visitante                | Estadio  | Fecha      | Hora     |          |          |          |          |          |          |
| Zona 1            | Zona 1    | Zona 1                   | Zona 1   | Zona 1     | Zona 1   | Zona 1   | Zona 1   | Zona 1   | Zona 1   | Zona 1   | Zona 1   |
| ----------------- | --------- | ------------------------ | -------- | ---------- | -------- | -------- | -------- | -------- | -------- | -------- | -------- |
| Villa Mitre       | 1 - 1     | Guillermo Brown          |          | 6 de marzo |          |          |          |          |          |          |          |
| Santamarina       | 2 - 0     | Douglas Haig             |          | 6 de marzo |          |          |          |          |          |          |          |
| Rivadavia (L)     | 0 - 0     | Unión (MdP)              |          | 6 de marzo |          |          |          |          |          |          |          |
| Cipolletti        | 3 - 2     | Huracán (TA)             |          | 6 de marzo |          |          |          |          |          |          |          |
| Zona 2            |           |                          |          |            |          |          |          |          |          |          |          |
| Juventud Unida    | 2 - 1     | Deportivo Maipú          |          | 6 de marzo |          |          |          |          |          |          |          |
| Talleres (C)      | 3 - 2     | Alumni                   |          | 6 de marzo |          |          |          |          |          |          |          |
| Desamparados      | 1 - 1     | Racing (C)               |          | 7 de marzo |          |          |          |          |          |          |          |
| Sportivo Belgrano | 4 - 2     | Estudiantes (RC)         |          | 8 de marzo |          |          |          |          |          |          |          |
| Zona 3            |           |                          |          |            |          |          |          |          |          |          |          |
| Libertad (S)      | 0 - 0     | Gimnasia y Esgrima (CdU) |          | 6 de marzo |          |          |          |          |          |          |          |
| 9 de Julio (R)    | 5 - 1     | Central Córdoba (SE)     |          | 6 de marzo |          |          |          |          |          |          |          |
| Central Norte     | 0 - 1     | Unión (S)                |          | 6 de marzo |          |          |          |          |          |          |          |
| Crucero del Norte | 2 - 0     | Juventud Antoniana       |          | 7 de marzo |          |          |          |          |          |          |          |

| Fecha 27                 | Fecha 27  | Fecha 27          | Fecha 27 | Fecha 27    | Fecha 27 | Fecha 27 | Fecha 27 | Fecha 27 | Fecha 27 | Fecha 27 | Fecha 27 |
| Local                    | Resultado | Visitante         | Estadio  | Fecha       | Hora     |          |          |          |          |          |          |
| Zona 1                   | Zona 1    | Zona 1            | Zona 1   | Zona 1      | Zona 1   | Zona 1   | Zona 1   | Zona 1   | Zona 1   | Zona 1   | Zona 1   |
| ------------------------ | --------- | ----------------- | -------- | ----------- | -------- | -------- | -------- | -------- | -------- | -------- | -------- |
| Huracán (TA)             | 2 - 2     | Villa Mitre       |          | 13 de marzo |          |          |          |          |          |          |          |
| Unión (MdP)              | 2 - 1     | Cipolletti        |          | 13 de marzo |          |          |          |          |          |          |          |
| Douglas Haig             | 0 - 1     | Rivadavia (L)     |          | 13 de marzo |          |          |          |          |          |          |          |
| Guillermo Brown          | 4 - 1     | Santamarina       |          | 13 de marzo |          |          |          |          |          |          |          |
| Zona 2                   |           |                   |          |             |          |          |          |          |          |          |          |
| Alumni                   | 2 - 1     | Desamparados      |          | 13 de marzo |          |          |          |          |          |          |          |
| Deportivo Maipú          | 2 - 1     | Talleres (C)      |          | 13 de marzo |          |          |          |          |          |          |          |
| Estudiantes (RC)         | 1 - 2     | Juventud Unida    |          | 13 de marzo |          |          |          |          |          |          |          |
| Racing (C)               | 0 - 0     | Sportivo Belgrano |          | 13 de marzo |          |          |          |          |          |          |          |
| Zona 3                   |           |                   |          |             |          |          |          |          |          |          |          |
| Unión (S)                | 2 - 0     | Crucero del Norte |          | 13 de marzo |          |          |          |          |          |          |          |
| Central Córdoba (SE)     | 2 - 3     | Central Norte     |          | 13 de marzo |          |          |          |          |          |          |          |
| Gimnasia y Esgrima (CdU) | 3 - 2     | 9 de Julio (R)    |          | 13 de marzo |          |          |          |          |          |          |          |
| Juventud Antoniana       | 2 - 1     | Libertad (S)      |          | 13 de marzo |          |          |          |          |          |          |          |

| Fecha 28          | Fecha 28  | Fecha 28             | Fecha 28 | Fecha 28    | Fecha 28 | Fecha 28 | Fecha 28 | Fecha 28 | Fecha 28 | Fecha 28 | Fecha 28 |
| Local             | Resultado | Visitante            | Estadio  | Fecha       | Hora     |          |          |          |          |          |          |
| Zona 1            | Zona 1    | Zona 1               | Zona 1   | Zona 1      | Zona 1   | Zona 1   | Zona 1   | Zona 1   | Zona 1   | Zona 1   | Zona 1   |
| ----------------- | --------- | -------------------- | -------- | ----------- | -------- | -------- | -------- | -------- | -------- | -------- | -------- |
| Rivadavia (L)     | 1 - 2     | Guillermo Brown      |          | 19 de marzo |          |          |          |          |          |          |          |
| Cipolletti        | 2 - 1     | Douglas Haig         |          | 19 de marzo |          |          |          |          |          |          |          |
| Huracán (TA)      | 4 - 1     | Unión (MdP)          |          | 19 de marzo |          |          |          |          |          |          |          |
| Villa Mitre       | 0 - 2     | Santamarina          |          | 20 de marzo |          |          |          |          |          |          |          |
| Zona 2            |           |                      |          |             |          |          |          |          |          |          |          |
| Talleres (C)      | 2 - 1     | Estudiantes (RC)     |          | 19 de marzo |          |          |          |          |          |          |          |
| Desamparados      | 1 - 0     | Sportivo Belgrano    |          | 20 de marzo |          |          |          |          |          |          |          |
| Juventud Unida    | 1 - 1     | Racing (C)           |          | 20 de marzo |          |          |          |          |          |          |          |
| Alumni            | 2 - 2     | Deportivo Maipú      |          | 20 de marzo |          |          |          |          |          |          |          |
| Zona 3            |           |                      |          |             |          |          |          |          |          |          |          |
| Crucero del Norte | 0 - 0     | Libertad (S)         |          | 20 de marzo |          |          |          |          |          |          |          |
| 9 de Julio (R)    | 1 - 1     | Juventud Antoniana   |          | 20 de marzo |          |          |          |          |          |          |          |
| Central Norte     | 2 - 0     | Gimnasia y Esgrima   |          | 20 de marzo |          |          |          |          |          |          |          |
| Unión (S)         | 3 - 0     | Central Córdoba (SE) |          | 20 de marzo |          |          |          |          |          |          |          |

## Segunda fase
| Equipo | Equipo          | Pts | PJ | PG | PE | PP | GF | GC | DIF |
| ------ | --------------- | --- | -- | -- | -- | -- | -- | -- | --- |
| 1      | Guillermo Brown | 19  | 8  | 6  | 1  | 1  | 16 | 5  | +11 |
| 2      | Central Norte   | 16  | 8  | 5  | 1  | 2  | 14 | 10 | +4  |
| 3      | Libertad (S)    | 11  | 8  | 3  | 2  | 3  | 13 | 12 | +1  |
| 4      | Unión (MdP)     | 11  | 8  | 3  | 2  | 3  | 12 | 11 | +1  |
| 5      | Sp. Belgrano    | 11  | 8  | 3  | 2  | 3  | 8  | 10 | -2  |
| 6      | Unión (S)       | 10  | 8  | 2  | 4  | 2  | 12 | 11 | +1  |
| 7      | Desamparados    | 9   | 8  | 2  | 3  | 3  | 7  | 10 | -3  |
| 8      | Talleres (Cba)  | 8   | 8  | 2  | 2  | 4  | 10 | 13 | -3  |
| 9      | Huracán (TA)    | 4   | 8  | 1  | 1  | 6  | 6  | 16 | -10 |

|  | Equipo campeón; ascenso a Primera B Nacional. |

### Resultados
| Libertad (S)        | 0 - 0 | Guillermo Brown   |  | 26 de marzo |  |
| Unión (S)           | 0 - 0 | Talleres (C)      |  | 27 de marzo |  |
| Unión (MdP)         | 2 - 0 | Central Norte     |  | 27 de marzo |  |
| Desamparados        | 1 - 1 | Sportivo Belgrano |  | 27 de marzo |  |
| Libre: Huracán (TA) |       |                   |  |             |  |

| Huracán (TA)        | 0 - 3 | Libertad (S) |  | 3 de abril |  |
| Sportivo Belgrano   | 1 - 0 | Unión (S)    |  | 3 de abril |  |
| Guillermo Brown     | 2 - 1 | Unión (MdP)  |  | 3 de abril |  |
| Central Norte       | 2 - 1 | Desamparados |  | 3 de abril |  |
| Libre: Talleres (C) |       |              |  |            |  |

| Unión (S)           | 1 - 1 | Central Norte     |  | 9 de abril  |  |
| Talleres (C)        | 2 - 0 | Sportivo Belgrano |  | 9 de abril  |  |
| Unión (MdP)         | 2 - 2 | Huracán (TA)      |  | 10 de abril |  |
| Desamparados        | 1 - 0 | Guillermo Brown   |  | 10 de abril |  |
| Libre: Libertad (S) |       |                   |  |             |  |

| Central Norte            | 2 - 1 | Talleres (C) |  | 16 de abril |  |
| Guillermo Brown          | 3 - 2 | Unión (S)    |  | 17 de abril |  |
| Libertad (S)             | 3 - 0 | Unión (MdP)  |  | 17 de abril |  |
| Huracán (TA)             | 1 - 2 | Desamparados |  | 17 de abril |  |
| Libre: Sportivo Belgrano |       |              |  |             |  |

| Talleres (C)       | 1 - 5 | Guillermo Brown |  | 24 de abril |  |
| Sportivo Belgrano  | 0 - 2 | Central Norte   |  | 24 de abril |  |
| Desamparados       | 0 - 2 | Libertad (S)    |  | 24 de abril |  |
| Unión (S)          | 3 - 1 | Huracán (TA)    |  | 24 de abril |  |
| Libre: Unión (MdP) |       |                 |  |             |  |

| Huracán (TA)         | 1 - 0 | Talleres (C)      |  | 30 de abril |  |
| Guillermo Brown      | 2 - 0 | Sportivo Belgrano |  | 30 de abril |  |
| Unión (MdP)          | 2 - 0 | Desamparados      |  | 30 de abril |  |
| Libertad (S)         | 2 - 3 | Unión (S)         |  | 30 de abril |  |
| Libre: Central Norte |       |                   |  |             |  |

| Central Norte       | 0 - 2 | Guillermo Brown |  | 4 de mayo |  |
| Talleres (C)        | 5 - 1 | Libertad (S)    |  | 4 de mayo |  |
| Sportivo Belgrano   | 2 - 0 | Huracán (TA)    |  | 4 de mayo |  |
| Unión (S)           | 2 - 2 | Unión (MdP)     |  | 4 de mayo |  |
| Libre: Desamparados |       |                 |  |           |  |

| Huracán (TA)           | 1 - 2 | Central Norte     |  | 8 de mayo |  |
| Libertad (S)           | 1 - 1 | Sportivo Belgrano |  | 8 de mayo |  |
| Unión (MdP)            | 3 - 0 | Talleres (C)      |  | 9 de mayo |  |
| Desamprados            | 1 - 1 | Unión (S)         |  | 9 de mayo |  |
| Libre: Guillermo Brown |       |                   |  |           |  |

| Talleres          | 1 - 1 | Desamparados |  | 14 de mayo |  |
| Guillermo Brown   | 2 - 0 | Huracán (TA) |  | 14 de mayo |  |
| Central Norte     | 3 - 1 | Libertad (S) |  | 14 de mayo |  |
| Sportivo Belgrano | 2 - 0 | Unión (MdP)  |  | 14 de mayo |  |
| Libre: Unión (S)  |       |              |  |            |  |

|                                     |
|                                     |
| Campeón Guillermo Brown 1.er título |

## Reválida

### Zona A
| Pos | Equipo        | Pts | PJ | PG | PE | PP | GF | GC | DIF |
| --- | ------------- | --- | -- | -- | -- | -- | -- | -- | --- |
| 1   | Douglas Haig  | 18  | 8  | 5  | 3  | 0  | 12 | 5  | 7   |
| 2   | Cipolletti    | 10  | 8  | 2  | 4  | 2  | 6  | 5  | 1   |
| 3   | Rivadavia (L) | 9   | 8  | 2  | 3  | 3  | 5  | 8  | -3  |
| 4   | Villa Mitre   | 8   | 8  | 2  | 2  | 4  | 11 | 13 | -2  |
| 5   | Santamarina   | 7   | 8  | 1  | 4  | 3  | 6  | 9  | -3  |

|  | Clasificado a la Cuarta Ronda |

### Zona B
| Pos | Equipo              | Pts | PJ | PG | PE | PP | GF | GC | DIF |
| --- | ------------------- | --- | -- | -- | -- | -- | -- | -- | --- |
| 1   | Deportivo Maipú     | 19  | 8  | 6  | 1  | 1  | 13 | 6  | 7   |
| 2   | Racing (C)          | 16  | 8  | 5  | 1  | 2  | 13 | 8  | 5   |
| 3   | Estudiantes (RC)    | 9   | 8  | 2  | 3  | 3  | 10 | 11 | -1  |
| 4   | Alumni              | 9   | 8  | 3  | 0  | 5  | 11 | 17 | -6  |
| 5   | Juventud Unida (SL) | 4   | 8  | 1  | 1  | 6  | 9  | 14 | -5  |

|  | Clasificado a la Cuarta Ronda |

### Zona C
| Pos | Equipo                   | Pts | PJ | PG | PE | PP | GF | GC | DIF |
| --- | ------------------------ | --- | -- | -- | -- | -- | -- | -- | --- |
| 1   | Crucero del Norte        | 13  | 8  | 4  | 1  | 3  | 13 | 8  | 5   |
| 2   | Juventud Antoniana       | 13  | 8  | 4  | 1  | 3  | 11 | 8  | 3   |
| 3   | Central Córdoba (SdE)    | 11  | 8  | 3  | 2  | 3  | 14 | 12 | 2   |
| 4   | Gimnasia y Esgrima (CdU) | 11  | 8  | 3  | 2  | 3  | 12 | 15 | -3  |
| 5   | 9 de Julio (R)           | 8   | 8  | 2  | 2  | 4  | 11 | 18 | -7  |

|  | Clasificado a la Cuarta Ronda |

### Resultados
| Fecha 1                  | Fecha 1   | Fecha 1              | Fecha 1 | Fecha 1     | Fecha 1 | Fecha 1 | Fecha 1 | Fecha 1 | Fecha 1 | Fecha 1 | Fecha 1 |
| Local                    | Resultado | Visitante            | Estadio | Fecha       | Hora    |         |         |         |         |         |         |
| Zona 1                   | Zona 1    | Zona 1               | Zona 1  | Zona 1      | Zona 1  | Zona 1  | Zona 1  | Zona 1  | Zona 1  | Zona 1  | Zona 1  |
| ------------------------ | --------- | -------------------- | ------- | ----------- | ------- | ------- | ------- | ------- | ------- | ------- | ------- |
| Cipoletti                | 2 - 0     | Santamarina          |         | 27 de marzo |         |         |         |         |         |         |         |
| Douglas Haig             | 2 - 1     | Rivadavia (L)        |         | 28 de marzo |         |         |         |         |         |         |         |
| Villa Mitre              | Libre     |                      |         |             |         |         |         |         |         |         |         |
| Zona 2                   |           |                      |         |             |         |         |         |         |         |         |         |
| Racing (C)               | 1 - 0     | Deportivo Maipú      |         | 27 de marzo |         |         |         |         |         |         |         |
| Juventud Unida           | 1 - 2     | Alumni               |         | 27 de marzo |         |         |         |         |         |         |         |
| Estudiantes (RC)         | Libre     |                      |         |             |         |         |         |         |         |         |         |
| Zona 3                   |           |                      |         |             |         |         |         |         |         |         |         |
| Juventud Antoniana       | 2 - 1     | Central Córdoba (SE) |         | 27 de marzo |         |         |         |         |         |         |         |
| Gimnasia y Esgrima (CdU) | 1 - 0     | Crucero del Norte    |         | 27 de marzo |         |         |         |         |         |         |         |
| 9 de Julio (R)           | Libre     |                      |         |             |         |         |         |         |         |         |         |

| Fecha 2                  | Fecha 2   | Fecha 2            | Fecha 2 | Fecha 2    | Fecha 2 | Fecha 2 | Fecha 2 | Fecha 2 | Fecha 2 | Fecha 2 | Fecha 2 |
| Local                    | Resultado | Visitante          | Estadio | Fecha      | Hora    |         |         |         |         |         |         |
| Zona 1                   | Zona 1    | Zona 1             | Zona 1  | Zona 1     | Zona 1  | Zona 1  | Zona 1  | Zona 1  | Zona 1  | Zona 1  | Zona 1  |
| ------------------------ | --------- | ------------------ | ------- | ---------- | ------- | ------- | ------- | ------- | ------- | ------- | ------- |
| Rivadavia (L)            | 0 - 0     | Cipolletti         |         | 2 de abril |         |         |         |         |         |         |         |
| Santamarina              | 0 - 2     | Villa Mitre        |         | 3 de abril |         |         |         |         |         |         |         |
| Douglas Haig             | Libre     |                    |         |            |         |         |         |         |         |         |         |
| Zona 2                   |           |                    |         |            |         |         |         |         |         |         |         |
| Alumni                   | 1 - 2     | Racing (C)         |         | 3 de abril |         |         |         |         |         |         |         |
| Deportivo Maipú          | 2 - 0     | Estudiantes (RC)   |         | 3 de abril |         |         |         |         |         |         |         |
| Juventud Unida           | Libre     |                    |         |            |         |         |         |         |         |         |         |
| Zona 3                   |           |                    |         |            |         |         |         |         |         |         |         |
| Crucero del Norte        | 1 - 0     | Juventud Antoniana |         | 3 de abril |         |         |         |         |         |         |         |
| Central Córdoba (SE)     | 4 - 1     | 9 de Julio (R)     |         | 3 de abril |         |         |         |         |         |         |         |
| Gimnasia y Esgrima (CdU) | Libre     |                    |         |            |         |         |         |         |         |         |         |

| Fecha 3              | Fecha 3   | Fecha 3                  | Fecha 3 | Fecha 3    | Fecha 3 | Fecha 3 | Fecha 3 | Fecha 3 | Fecha 3 | Fecha 3 | Fecha 3 |
| Local                | Resultado | Visitante                | Estadio | Fecha      | Hora    |         |         |         |         |         |         |
| Zona 1               | Zona 1    | Zona 1                   | Zona 1  | Zona 1     | Zona 1  | Zona 1  | Zona 1  | Zona 1  | Zona 1  | Zona 1  | Zona 1  |
| -------------------- | --------- | ------------------------ | ------- | ---------- | ------- | ------- | ------- | ------- | ------- | ------- | ------- |
| Villa Mitre          | 2 - 0     | Rivadavia (L)            |         | 9 de abril |         |         |         |         |         |         |         |
| Cipolletti           | 0 - 0     | Douglas Haig             |         | 9 de abril |         |         |         |         |         |         |         |
| Santamarina          | Libre     |                          |         |            |         |         |         |         |         |         |         |
| Zona 2               |           |                          |         |            |         |         |         |         |         |         |         |
| Estudiantes (RC)     | 3 - 4     | Alumni                   |         | 8 de abril |         |         |         |         |         |         |         |
| Racing (C)           | 3 - 2     | Juventud Unida           |         | 9 de abril |         |         |         |         |         |         |         |
| Deportivo Maipú      | Libre     |                          |         |            |         |         |         |         |         |         |         |
| Zona 3               |           |                          |         |            |         |         |         |         |         |         |         |
| Juventud Antoniana   | 3 - 0     | Gimnasia y Esgrima (CdU) |         | 8 de abril |         |         |         |         |         |         |         |
| 9 de Julio (R)       | 3 - 1     | Crucero del Norte        |         | 8 de abril |         |         |         |         |         |         |         |
| Central Córdoba (SE) | Libre     |                          |         |            |         |         |         |         |         |         |         |

| Fecha 4                  | Fecha 4   | Fecha 4              | Fecha 4 | Fecha 4     | Fecha 4 | Fecha 4 | Fecha 4 | Fecha 4 | Fecha 4 | Fecha 4 | Fecha 4 |
| Local                    | Resultado | Visitante            | Estadio | Fecha       | Hora    |         |         |         |         |         |         |
| Zona 1                   | Zona 1    | Zona 1               | Zona 1  | Zona 1      | Zona 1  | Zona 1  | Zona 1  | Zona 1  | Zona 1  | Zona 1  | Zona 1  |
| ------------------------ | --------- | -------------------- | ------- | ----------- | ------- | ------- | ------- | ------- | ------- | ------- | ------- |
| Rivadavia (L)            | 0 - 0     | Santamarina          |         | 13 de abril |         |         |         |         |         |         |         |
| Douglas Haig             | 2 - 1     | Villa Mitre          |         | 13 de abril |         |         |         |         |         |         |         |
| Cipolletti               | Libre     |                      |         |             |         |         |         |         |         |         |         |
| Zona 2                   |           |                      |         |             |         |         |         |         |         |         |         |
| Juventud Unida           | 1 - 0     | Estudiantes (RC)     |         | 13 de abril |         |         |         |         |         |         |         |
| Alumni                   | 1 - 2     | Deportivo Maipú      |         | 13 de abril |         |         |         |         |         |         |         |
| Racing (C)               | Libre     |                      |         |             |         |         |         |         |         |         |         |
| Zona 3                   |           |                      |         |             |         |         |         |         |         |         |         |
| Gimnasia y Esgrima (CdU) | 3 - 0     | 9 de Julio (R)       |         | 13 de abril |         |         |         |         |         |         |         |
| Crucero del Norte        | 3 - 0     | Central Córdoba (SE) |         | 13 de abril |         |         |         |         |         |         |         |
| Juventud Antoniana       | Libre     |                      |         |             |         |         |         |         |         |         |         |

| Fecha 5              | Fecha 5   | Fecha 5                  | Fecha 5 | Fecha 5     | Fecha 5 | Fecha 5 | Fecha 5 | Fecha 5 | Fecha 5 | Fecha 5 | Fecha 5 |
| Local                | Resultado | Visitante                | Estadio | Fecha       | Hora    |         |         |         |         |         |         |
| Zona 1               | Zona 1    | Zona 1                   | Zona 1  | Zona 1      | Zona 1  | Zona 1  | Zona 1  | Zona 1  | Zona 1  | Zona 1  | Zona 1  |
| -------------------- | --------- | ------------------------ | ------- | ----------- | ------- | ------- | ------- | ------- | ------- | ------- | ------- |
| Santamarina          | 1 - 1     | Douglas Haig             |         | 17 de abril |         |         |         |         |         |         |         |
| Villa Mitre          | 1 - 2     | Cipolletti               |         | 17 de abril |         |         |         |         |         |         |         |
| Rivadavia (L)        | Libre     |                          |         |             |         |         |         |         |         |         |         |
| Zona 2               |           |                          |         |             |         |         |         |         |         |         |         |
| Deportivo Maipú      | 2 - 1     | Juventud Unida           |         | 17 de abril |         |         |         |         |         |         |         |
| Estudiantes (RC)     | 1 - 0     | Racing (C)               |         | 17 de abril |         |         |         |         |         |         |         |
| Alumni               | Libre     |                          |         |             |         |         |         |         |         |         |         |
| Zona 3               |           |                          |         |             |         |         |         |         |         |         |         |
| Central Córdoba (SE) | 4 - 2     | Gimnasia y Esgrima (CdU) |         | 17 de abril |         |         |         |         |         |         |         |
| 9 de Julio (R)       | 2 - 1     | Juventud Antoniana       |         | 17 de abril |         |         |         |         |         |         |         |
| Crucero del Norte    | Libre     |                          |         |             |         |         |         |         |         |         |         |

| Fecha 6              | Fecha 6   | Fecha 6                  | Fecha 6 | Fecha 6     | Fecha 6 | Fecha 6 | Fecha 6 | Fecha 6 | Fecha 6 | Fecha 6 | Fecha 6 |
| Local                | Resultado | Visitante                | Estadio | Fecha       | Hora    |         |         |         |         |         |         |
| Zona 1               | Zona 1    | Zona 1                   | Zona 1  | Zona 1      | Zona 1  | Zona 1  | Zona 1  | Zona 1  | Zona 1  | Zona 1  | Zona 1  |
| -------------------- | --------- | ------------------------ | ------- | ----------- | ------- | ------- | ------- | ------- | ------- | ------- | ------- |
| Rivadavia (L)        | 1 - 1     | Douglas Haig             |         | 23 de abril |         |         |         |         |         |         |         |
| Santamarina          | 0 - 0     | Cipolletti               |         | 25 de abril |         |         |         |         |         |         |         |
| Villa Mitre          | Libre     |                          |         |             |         |         |         |         |         |         |         |
| Zona 2               |           |                          |         |             |         |         |         |         |         |         |         |
| Deportivo Maipú      | 2 - 1     | Racing (C)               |         | 24 de abril |         |         |         |         |         |         |         |
| Alumni               | 2 - 1     | Juventud Unida           |         | 24 de abril |         |         |         |         |         |         |         |
| Estudiantes (RC)     | Libre     |                          |         |             |         |         |         |         |         |         |         |
| Zona 3               |           |                          |         |             |         |         |         |         |         |         |         |
| Crucero del Norte    | 4 - 0     | Gimnasia y Esgrima (CdU) |         | 24 de abril |         |         |         |         |         |         |         |
| Central Córdoba (SE) | 0 - 1     | Juventud Antoniana       |         | 24 de abril |         |         |         |         |         |         |         |
| 9 de Julio (R)       | Libre     |                          |         |             |         |         |         |         |         |         |         |

| Fecha 7                  | Fecha 7   | Fecha 7              | Fecha 7 | Fecha 7     | Fecha 7 | Fecha 7 | Fecha 7 | Fecha 7 | Fecha 7 | Fecha 7 | Fecha 7 |
| Local                    | Resultado | Visitante            | Estadio | Fecha       | Hora    |         |         |         |         |         |         |
| Zona 1                   | Zona 1    | Zona 1               | Zona 1  | Zona 1      | Zona 1  | Zona 1  | Zona 1  | Zona 1  | Zona 1  | Zona 1  | Zona 1  |
| ------------------------ | --------- | -------------------- | ------- | ----------- | ------- | ------- | ------- | ------- | ------- | ------- | ------- |
| Cipolletti               | 0 - 1     | Rivadavia (L)        |         | 30 de abril |         |         |         |         |         |         |         |
| Villa Mitre              | 2 - 2     | Santamarina          |         | 30 de abril |         |         |         |         |         |         |         |
| Douglas Haig             | Libre     |                      |         |             |         |         |         |         |         |         |         |
| Zona 2                   |           |                      |         |             |         |         |         |         |         |         |         |
| Estudiantes (RC)         | 1 - 1     | Deportivo Maipú      |         | 29 de abril |         |         |         |         |         |         |         |
| Racing (C)               | 3 - 0     | Alumni               |         | 30 de abril |         |         |         |         |         |         |         |
| Juventud Unida           | Libre     |                      |         |             |         |         |         |         |         |         |         |
| Zona 3                   |           |                      |         |             |         |         |         |         |         |         |         |
| 9 de Julio (R)           | 1 - 1     | Central Córdoba (SE) |         | 29 de abril |         |         |         |         |         |         |         |
| Juventud Antoniana       | 0 - 0     | Crucero del Norte    |         | 30 de abril |         |         |         |         |         |         |         |
| Gimnasia y Esgrima (CdU) | Libre     |                      |         |             |         |         |         |         |         |         |         |

| Fecha 8                  | Fecha 8   | Fecha 8            | Fecha 8 | Fecha 8   | Fecha 8 | Fecha 8 | Fecha 8 | Fecha 8 | Fecha 8 | Fecha 8 | Fecha 8 |
| Local                    | Resultado | Visitante          | Estadio | Fecha     | Hora    |         |         |         |         |         |         |
| Zona 1                   | Zona 1    | Zona 1             | Zona 1  | Zona 1    | Zona 1  | Zona 1  | Zona 1  | Zona 1  | Zona 1  | Zona 1  | Zona 1  |
| ------------------------ | --------- | ------------------ | ------- | --------- | ------- | ------- | ------- | ------- | ------- | ------- | ------- |
| Rivadavia (L)            | 1 - 0     | Villa Mitre        |         | 7 de mayo |         |         |         |         |         |         |         |
| Douglas Haig             | 1 - 0     | Cipolletti         |         | 8 de mayo |         |         |         |         |         |         |         |
| Santamarina              | Libre     |                    |         |           |         |         |         |         |         |         |         |
| Zona 2                   |           |                    |         |           |         |         |         |         |         |         |         |
| Juventud Unida           | 1 - 2     | Racing (C)         |         | 8 de mayo |         |         |         |         |         |         |         |
| Alumni                   | 1 - 3     | Estudiantes (RC)   |         | 8 de mayo |         |         |         |         |         |         |         |
| Deportivo Maipú          | Libre     |                    |         |           |         |         |         |         |         |         |         |
| Zona 3                   |           |                    |         |           |         |         |         |         |         |         |         |
| Crucero del Norte        | 3 - 1     | 9 de Julio (R)     |         | 8 de mayo |         |         |         |         |         |         |         |
| Gimnasia y Esgrima (CdU) | 3 - 1     | Juventud Antoniana |         | 8 de mayo |         |         |         |         |         |         |         |
| Central Córdoba (SE)     | Libre     |                    |         |           |         |         |         |         |         |         |         |

| Fecha 9              | Fecha 9   | Fecha 9                  | Fecha 9 | Fecha 9    | Fecha 9 | Fecha 9 | Fecha 9 | Fecha 9 | Fecha 9 | Fecha 9 | Fecha 9 |
| Local                | Resultado | Visitante                | Estadio | Fecha      | Hora    |         |         |         |         |         |         |
| Zona 1               | Zona 1    | Zona 1                   | Zona 1  | Zona 1     | Zona 1  | Zona 1  | Zona 1  | Zona 1  | Zona 1  | Zona 1  | Zona 1  |
| -------------------- | --------- | ------------------------ | ------- | ---------- | ------- | ------- | ------- | ------- | ------- | ------- | ------- |
| Villa Mitre          | 1 - 4     | Douglas Haig             |         | 14 de mayo |         |         |         |         |         |         |         |
| Santamarina          | 3 - 1     | Rivadavia (L)            |         | 15 de mayo |         |         |         |         |         |         |         |
| Cipolletti           | Libre     |                          |         |            |         |         |         |         |         |         |         |
| Zona 2               |           |                          |         |            |         |         |         |         |         |         |         |
| Deportivo Maipú      | 2 - 0     | Alumni                   |         | 14 de mayo |         |         |         |         |         |         |         |
| Estudiantes (RC)     | 1 - 1     | Juventud Unida           |         | 14 de mayo |         |         |         |         |         |         |         |
| Racing (C)           | Libre     |                          |         |            |         |         |         |         |         |         |         |
| Zona 3               |           |                          |         |            |         |         |         |         |         |         |         |
| Central Córdoba (SE) | 3 - 1     | Crucero del Norte        |         | 14 de mayo |         |         |         |         |         |         |         |
| 9 de Julio (R)       | 2 - 2     | Gimnasia y Esgrima (CdU) |         | 15 de mayo |         |         |         |         |         |         |         |
| Juventud Antoniana   | Libre     |                          |         |            |         |         |         |         |         |         |         |

| Fecha 10                 | Fecha 10  | Fecha 10             | Fecha 10 | Fecha 10   | Fecha 10 | Fecha 10 | Fecha 10 | Fecha 10 | Fecha 10 | Fecha 10 | Fecha 10 |
| Local                    | Resultado | Visitante            | Estadio  | Fecha      | Hora     |          |          |          |          |          |          |
| Zona 1                   | Zona 1    | Zona 1               | Zona 1   | Zona 1     | Zona 1   | Zona 1   | Zona 1   | Zona 1   | Zona 1   | Zona 1   | Zona 1   |
| ------------------------ | --------- | -------------------- | -------- | ---------- | -------- | -------- | -------- | -------- | -------- | -------- | -------- |
| Cipoletti                | 2 - 2     | Villa Mitre          |          | 21 de mayo |          |          |          |          |          |          |          |
| Douglas Haig             | 1 - 0     | Santamarina          |          | 21 de mayo |          |          |          |          |          |          |          |
| Rivadavia (L)            | Libre     |                      |          |            |          |          |          |          |          |          |          |
| Zona 2                   |           |                      |          |            |          |          |          |          |          |          |          |
| Juventud Unida           | 1 - 2     | Deportivo Maipú      |          | 21 de mayo |          |          |          |          |          |          |          |
| Racing (C)               | 1 - 1     | Estudiantes (RC)     |          | 21 de mayo |          |          |          |          |          |          |          |
| Alumni                   | Libre     |                      |          |            |          |          |          |          |          |          |          |
| Zona 3                   |           |                      |          |            |          |          |          |          |          |          |          |
| Juventud Antoniana       | 3 - 1     | 9 de Julio (R)       |          | 21 de mayo |          |          |          |          |          |          |          |
| Gimnasia y Esgrima (CdU) | 1 - 1     | Central Córdoba (SE) |          | 22 de mayo |          |          |          |          |          |          |          |
| Crucero del Norte        | Libre     |                      |          |            |          |          |          |          |          |          |          |

## Tercera a Sexta Fase
| Local - Ida    | Global | Local - Vuelta    | Ida | Vuelta |
| -------------- | ------ | ----------------- | --- | ------ |
| Talleres (Cba) | 2-3    | Libertad (S)      | 0-2 | 2-1    |
| Unión (S)      | 1-5    | Sportivo Belgrano | 0-0 | 1-5    |
| Unión (MdP)    | 3-4    | Desamparados      | 2-3 | 1-1    |
| Huracán (TA)   | 0-3    | Central Norte     | 0-2 | 0-1    |

|  | Cuartos de final        | Cuartos de final        | Cuartos de final        |   |              | Semifinales    | Semifinales    | Semifinales    |  |  | Final            | Final            | Final            |
|  | 28 de mayo y 1 de junio | 28 de mayo y 1 de junio | 28 de mayo y 1 de junio |   |              | 4 y 8 de junio | 4 y 8 de junio | 4 y 8 de junio |  |  | 12 y 19 de junio | 12 y 19 de junio | 12 y 19 de junio |
|  |                         |                         |                         |   |              |                |                |                |  |  |                  |                  |                  |
|  | Deportivo Maipú         | 2                       | 0                       |   |              |                |                |                |  |  |                  |                  |                  |
|  | Libertad (S)            | 0                       | 4                       |   |              |                |                |                |  |  |                  |                  |                  |
|  | Libertad (S)            | 0                       | 4                       |   | Libertad (S) | 1              | 0              |                |  |  |                  |                  |                  |
|  |                         |                         |                         |   | Libertad (S) | 1              | 0              |                |  |  |                  |                  |                  |
|  |                         | Sportivo Belgrano       | 0                       | 3 |              |                |                |                |  |  |                  |                  |                  |
|  | Crucero del Norte       | Sportivo Belgrano       | 0                       | 3 | 0            | 0              |                |                |  |  |                  |                  |                  |
|  | Crucero del Norte       |                         |                         |   | 0            | 0              |                |                |  |  |                  |                  |                  |
|  | Sportivo Belgrano (*)   | 0                       | 0                       |   |              |                |                |                |  |  |                  |                  |                  |
|  |                         |                         |                         |   |              |                |                |                |  |  | Desamparados     | 1                | 0                |
|  |                         |                         | Sportivo Belgrano       | 0 | 0            |                |                |                |  |  |                  |                  |                  |
|  | Douglas Haig            | 3                       | 1                       |   |              |                |                |                |  |  |                  |                  |                  |
|  | Desamparados (*)        | 2                       | 2                       |   |              |                |                |                |  |  |                  |                  |                  |
|  | Desamparados (*)        | 2                       | 2                       |   | Desamparados | 1              | 0              |                |  |  |                  |                  |                  |
|  |                         |                         |                         |   | Desamparados | 1              | 0              |                |  |  |                  |                  |                  |
|  |                         | Central Norte           | 1                       | 0 |              |                |                |                |  |  |                  |                  |                  |
|  | Racing (C)              | Central Norte           | 1                       | 0 | 1            | 2              |                |                |  |  |                  |                  |                  |
|  | Racing (C)              |                         |                         |   | 1            | 2              |                |                |  |  |                  |                  |                  |
|  | Central Norte (*)       | 2                       | 1                       |   |              |                |                |                |  |  |                  |                  |                  |

En el cuadro, el equipo situado abajo ejerce de local en el partido de vuelta.
(*) Clasificado por la ventaja deportiva de los equipos que jugaron la Segunda Fase por sobre los que jugaron la Reválida.

## Tabla de descenso
| Pos | Equipo           | Pts | PJ | PG | PE | PP | GF | GC | DIF |
| --- | ---------------- | --- | -- | -- | -- | -- | -- | -- | --- |
| 19  | Rivadavia (L)    | 42  | 36 | 11 | 9  | 16 | 28 | 41 | -13 |
| 20  | Santamarina      | 38  | 36 | 8  | 14 | 14 | 29 | 45 | -16 |
| 21  | Estudiantes (RC) | 37  | 36 | 8  | 13 | 15 | 42 | 53 | -11 |
| 22  | Alumni           | 37  | 36 | 8  | 13 | 15 | 44 | 58 | -14 |
| 23  | Villa Mitre      | 35  | 36 | 7  | 14 | 15 | 39 | 53 | -14 |
| 24  | 9 de Julio (R)   | 31  | 36 | 7  | 10 | 19 | 42 | 60 | -18 |

|  | Promoción con un equipo del Torneo Argentino B |

|  | Descendió al Torneo Argentino B |

## Promociones

### Promoción Primera B Nacional - Torneo Argentino A
| Desamparados                                                       | 1 - 0 | San Martín (T) | El Serpentario | 22 de junio de 2011 | 15:30 |
| San Martín (T)                                                     | 1 - 1 | Desamparados   | La Ciudadela   | 26 de junio de 2011 | 21:15 |
| Desamparados ascendió a la Primera B Nacional con un global de 2-1 |       |                |                |                     |       |

### Promociones Torneo Argentino A - Torneo Argentino B
| Deportivo Roca                                    | 0 - 3 | Alumni         | Luis Maiolino  | 26 de junio de 2011 |  |
| Alumni                                            | 2 - 3 | Deportivo Roca | Miguel Morales | 30 de junio de 2011 |  |
| Alumni conservó la categoría con un global de 5-3 |       |                |                |                     |  |

| Defensores de Belgrano (VR)                                                | 1 - 0 | Estudiantes (RC)            | Salomón Boeseldín    | 26 de junio de 2011 |  |
| Estudiantes (RC)                                                           | 0 - 2 | Defensores de Belgrano (VR) | Ciudad de Río Cuarto | 30 de junio de 2011 |  |
| Defensores de Belgrano ascendió al Torneo Argentino A con un global de 3-0 |       |                             |                      |                     |  |